# Kalendarium inwazji Rosji na Ukrainę – listopad 2022

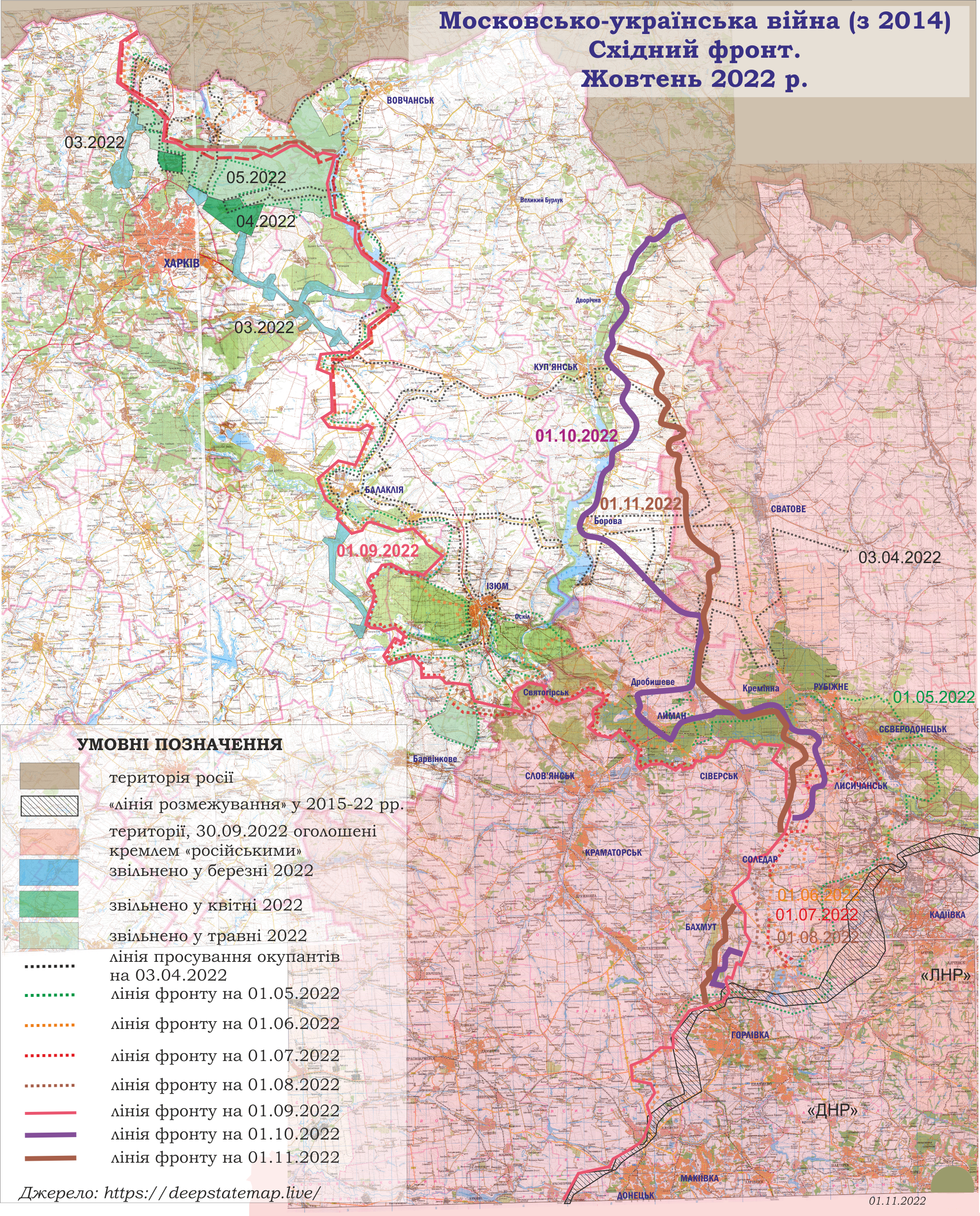
Front wschodni w październiku 2022 roku.

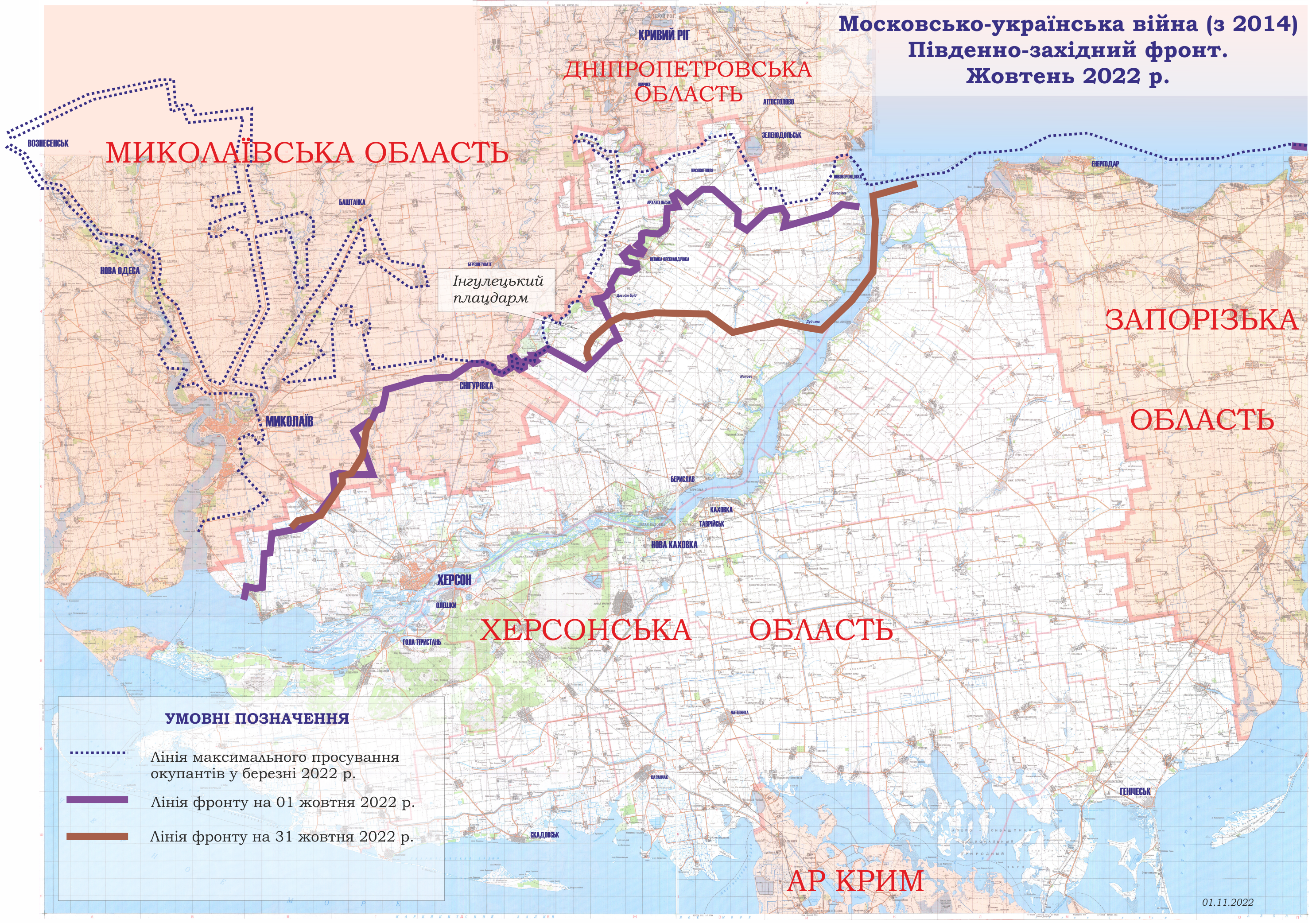
Front południowo-zachodni w październiku 2022 roku.

| 2022        | 2023        | 2024        | 2025    |
| ----------- | ----------- | ----------- | ------- |
| —           | styczeń     | styczeń     | styczeń |
| luty        | luty        | luty        |         |
| marzec      | marzec      | marzec      |         |
| kwiecień    | kwiecień    | kwiecień    |         |
| maj         | maj         | maj         |         |
| czerwiec    | czerwiec    | czerwiec    |         |
| lipiec      | lipiec      | lipiec      |         |
| sierpień    | sierpień    | sierpień    |         |
| wrzesień    | wrzesień    | wrzesień    |         |
| październik | październik | październik |         |
| listopad    | listopad    | listopad    |         |
| grudzień    | grudzień    | grudzień    |         |

## Listopad 2022

### 1 listopada
Według ukraińskiego Sztabu Generalnego odparto rosyjskie ataki w pobliżu Makiejewki, Newskiego i Biłohoriwki w obwodzie ługańskim oraz Spirnego, Bachmutu, Majorśka, Perwomajśkego, Nowomychajliwki, Wodiane i Pawliwki. W ciągu 24h Rosjanie przeprowadzili siedem ataków rakietowych, 47 nalotów i ponad 90 ostrzałów z wyrzutni rakiet, atakując infrastrukturę krytyczną i cywilną oraz pozycje ukraińskie wzdłuż linii frontu. Z kolei lotnictwo ukraińskie przeprowadziło 33 ataki, w tym 26 na miejsca koncentracji uzbrojenia i sprzętu oraz 7 stanowisk przeciwlotniczych. Artyleria ostrzelała cztery miejsca koncentracji żołnierzy i sprzętu wojskowego, trzy magazyny amunicji i sześć innych obiektów rosyjskich. W atakach zginęło łącznie 400 rosyjskich żołnierzy oraz m.in. zniszczono 16 czołgów i siedem systemów artyleryjskich. Ponadto Kyryło Tymoszenko stwierdził, że w wyniku ataków Rosjan na centralną i wschodnią Ukrainę zginęło 9 osób, a 19 zostało rannych.
Brytyjskie Ministerstwo Obrony podało, że Grupa Wagnera robiła niewielkie postępy na Ukrainie, posuwając się naprzód o 100–200 m dziennie, czyli znacznie poniżej, niż zakłada doktryna rosyjska (30 km/dziennie) i postępy sił ukraińskich (ok. 20 km/dziennie). W ocenie Institute for the Study of War (ISW) siły rosyjskie nie dały rady zneutralizować ukraińskiego ruchu partyzanckiego na zajętych terenach Ukrainy; do tej pory partyzanci przeprowadzili dziesiątki ataków i zabili co najmniej 11 okupantów lub kolaborantów. Z kolei Iran planuje wysłać do Rosji kolejne drony bojowe oraz pociski balistyczne, co prawdopodobnie wzmocni uzależnienie Moskwy od irańskiego uzbrojenia. Zdaniem Instytutu „byłby to pierwszy przypadek dostarczenia Rosji zaawansowanych precyzyjnych pocisków kierowanych. Rosja negocjowała dodatkowe dostawy broni w związku z wyczerpywaniem się jej zapasu rakiet i dronów w trakcie wojny przeciwko Ukrainie, a zwłaszcza kampanii ataków na ukraińską infrastrukturę krytyczną”. Tymczasem źródła rosyjskie podały, że siły ukraińskie kontynuowały kontrofensywę na kierunkach Swatowego i Kreminnej oraz w obwodzie chersońskim. Z kolei Rosjanie w dalszym ciągu atakowali wokół Bachmutu i Doniecka oraz kontynuowali przygotowania obronne w obwodzie chersońskim. Ponadto siły rosyjskie nadal zwiększały kontrolę nad Zaporoską Elektrownią Jądrową.

### 2 listopada

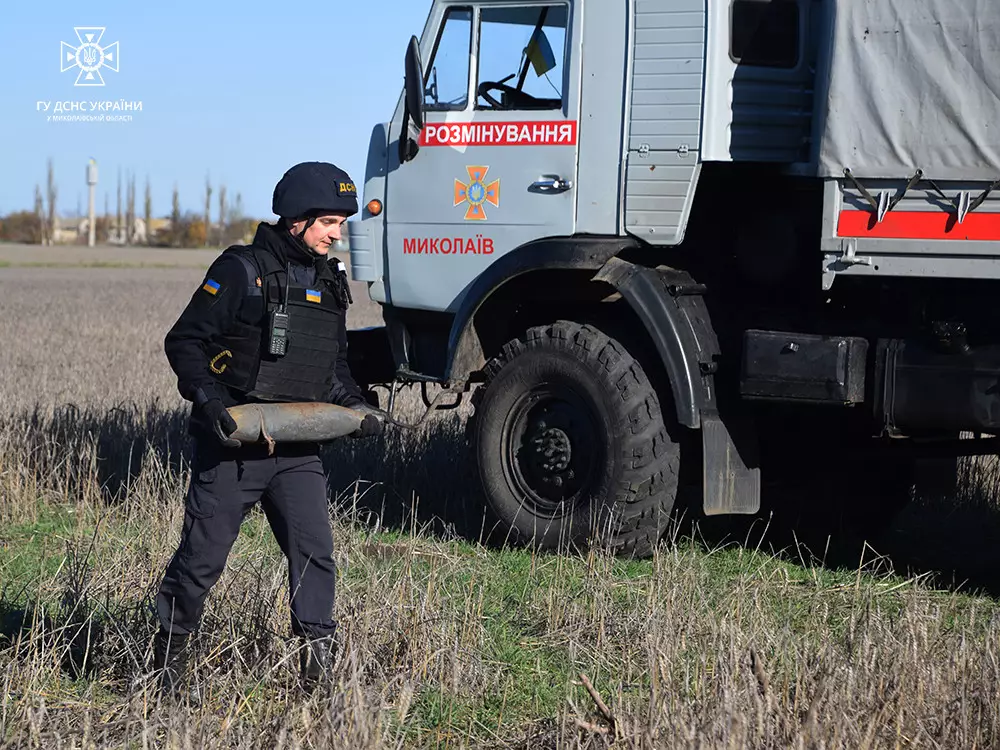
Likwidacja materiałów wybuchowych w obwodzie mikołajowskim po rosyjskim ostrzale.

Wiceminister obrony Hanna Malar stwierdziła, że Rosjanie atakowali w obwodzie donieckim i ługańskim, a ciężkie walki miały miejsce w pobliżu Bachmutu. W ostatnich dniach wzrosła intensywność ataków. Na innych odcinkach frontu trwały przygotowania do ofensywy i umacnianie pozycji na odbitych terenach. Według SG Ukrainy siły rosyjskie koncentrowały się na utrzymaniu pozycji i na powstrzymywaniu armii ukraińskiej oraz atakowali na kierunkach Bachmutu i Awdijiwki. Ukraińcy odparli ataki w pobliżu 12 miejscowości w Donbasie, w tym Makiejewki, Biłohoriwki, Werchniokamjanśkego, Spirnego, Bachmutu, Majorska, Nowomychajliwki, Wodiane, Pawliwki i Preczystiwki. W ciągu doby Rosjanie przeprowadzili trzy ataki rakietowe, 24 naloty i ok. 80 ostrzałów, atakując ponad 20 miejscowości (m.in. Charków, Kupiańsk, Krzemieńczuk, Krzywy Róg, Krasnohoriwka i Wuhłedar) oraz pozycje ukraińskie. Lotnictwo ukraińskie dokonało 21 nalotów na miejsca koncentracji sprzętu i stanowiska przeciwlotnicze, natomiast artyleria zniszczyła pięć miejsc koncentracji żołnierzy i sprzętu, dwa magazyny amunicji i trzy inne obiekty. Sztab potwierdził także, że w ostatnich dniach we wsi Perszotrawnewe w obwodzie mikołajowskim zabito ok. 60 rosyjskich żołnierzy, a we wsi Wasylówka 50 zostało rannych. Ponadto rosyjskie wojsko wykorzystywało cywilów jako żywe tarcze na zajętym terytorium obwodu ługańskiego, m.in. rozlokowując żołnierzy w szkołach i zakładach przemysłowych w Swatowem. Na południu kraju kontynuowano przymusową „ewakuację” ludności z części obwodu zaporoskiego i chersońskiego.
Rzecznik Rady Bezpieczeństwa Narodowego USA John Kirby podał, że Korea Północna będzie „potajemnie” dostarczać Rosji pociski artyleryjskie. Ponadto Korea otwarcie zaproponowała Rosji „ochotników” do walki na Ukrainie.
Ministerstwo Obrony Wielkiej Brytanii poinformowało, że w połowie października w wyniku ukraińskich ataków, straty rosyjskich pojazdów opancerzonych wzrosły do ponad 40 dziennie. W ostatnich tygodniach Rosja pozyskała co najmniej 100 czołgów i BWP z zapasów białoruskich. Zdaniem Ministerstwa artyleria i pojazdy pancerne są ważne dla rosyjskiego sposobu walki, jednakże Rosja borykała się z brakiem odpowiedniej liczby pojazdów oraz amunicji artyleryjskiej. Według ISW Rosja w znacznym stopniu wyczerpała zapasy uzbrojenia i nie była w stanie szybko ich uzupełnić, w wyniku czego prawdopodobnie negocjowała z Koreą Północną i Iranem dostawy broni. Urzędnicy rosyjskich poinformowali, że rozpoczęto integrację Zaporoskiej Elektrowni Jądrowej z rosyjskim system energetycznym. Tymczasem źródła rosyjskie podały, że siły ukraińskie w dalszym ciągu prowadziły kontrofensywę na kierunkach Swatowego i Kreminnej, a Rosjanie próbowali powstrzymać ukraińskie postępy. Siły rosyjskie kontynuowały także ataki w pobliżu Bachmutu i Doniecka oraz działania obronne wzdłuż Dniepru. Ponadto rosyjskie władze kontynuowały przymusową relokację mieszkańców obwodu chersońskiego, nacjonalizowały ukraińskie przedsiębiorstwa i przymusowo deportowały ukraińskie dzieci do Rosji.
Ośrodek Studiów Wschodnich (OSW) podał, że Rosjanie zintensyfikowali ataki w obwodzie donieckim na południe i wschód od linii Wełyka Nowosiłka–Pawliwka–Marjinka, jednak bez powodzenia. Atakowali także pozycje ukraińskie na zachód od Doniecka, w rejonie Awdijiwki i Gorłówki oraz wzdłuż drogi do Kramatorska. Niepowodzeniem zakończył się atak na Bachmut i na wschód od Siewierska. W obwodzie ługańskim Ukraińcy odparli atak na linii rzeki Żerebeć i na północny wschód od Swatowego. Siły rosyjskie atakowały również z terytorium Rosji na północ od Charkowa, jednak bezskutecznie. Według lokalnych doniesień siły ukraińskie próbowały przerwać obronę rosyjską na północny wschód od Kupiańska, na północ od Swatowego, na północny zachód od Kreminnej oraz na północ i zachód od Chersonia.

### 3 listopada

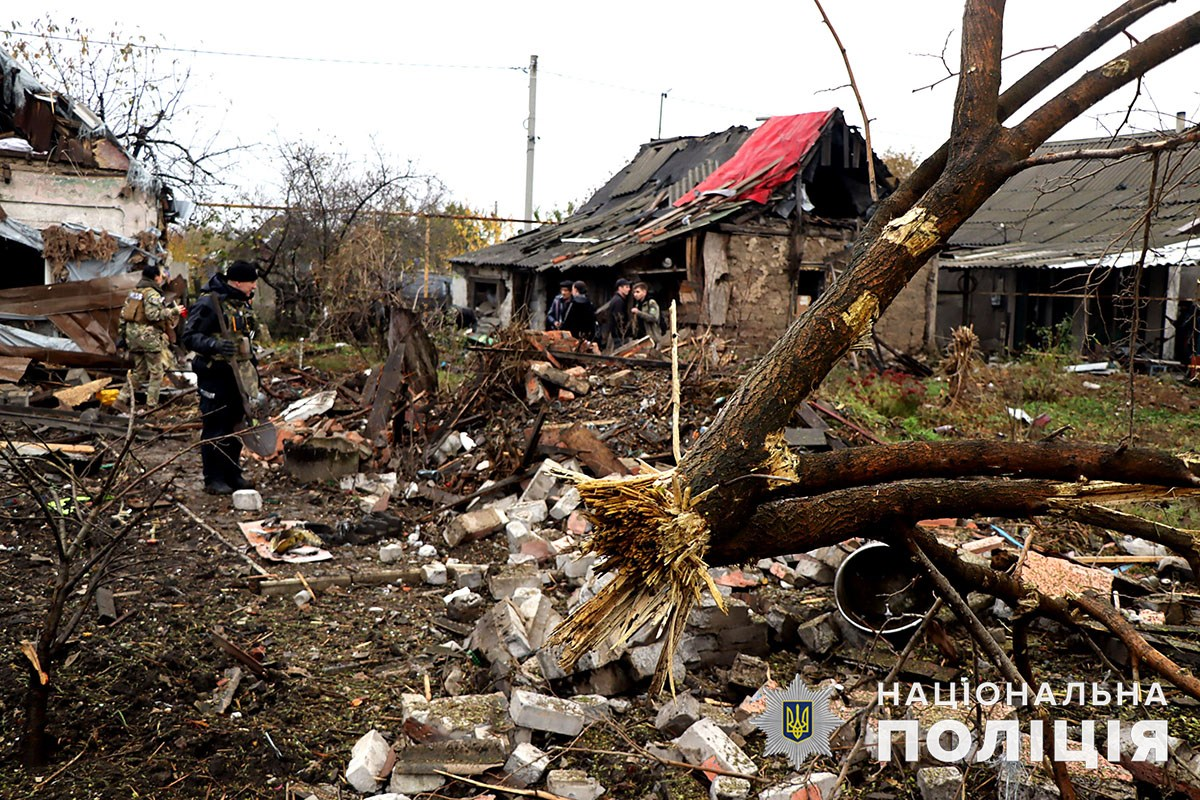
Pokrowsk po rosyjskim ostrzale z BM-30 Smiercz; jedna osoba zginęła, a sześć zostało rannych.

Ukraina potwierdziła wyzwolenie dwóch miejscowości (Nowohredniewe i Mała Sejdemynucha) w obwodzie chersońskim. Ponadto ukraińskie ataki partyzanckie spowodowały odwrócenie środków od operacji frontowych w celu zabezpieczenia tyłów, utrudniając tym samym Rosji obronę przed trwającą kontrofensywą. O 5:00 w Melitopolu zniszczono jedną z głównych kwater sił rosyjskich, która według doniesień znajdowała się na terenie zakładu Refma. Sztab Generalny poinformował, że Rosjanie atakowali m.in. w pobliżu Bachmutu, Awdijiwki i Pawliwki. Armia ukraińska odparła ataki w okolicach Werchniokamjanśkego, Spirnego, Marjinki, Nowomychajliwki, Wodiane i Pawliwki w obwodzie donieckim. W ciągu 24h Rosjanie przeprowadzili cztery ataki rakietowe, 28 nalotów i ponad 45 ostrzałów z wyrzutni rakietowych, atakując ok. 30 miejscowości, w tym Zaporoże, Dniepr i Chersoń oraz linię frontu od Sum do obwodu mikołajowskiego. Z kolei lotnictwo ukraińskie przeprowadziło 21 ataków na miejsca koncentracji broni i sprzętu, natomiast artyleria zniszczyła punkt kontrolny, cztery miejsca koncentracji żołnierzy i sprzętu, magazyn amunicji i stację wywiadu radioelektronicznego. Ponadto wojska rosyjskie próbowały otoczyć siły ukraińskie w rejonie wsi Pawliwka na kierunku wuhłedarskim.
Śledztwo MAEA nie wykazało dowodów na poparcie twierdzenia władz rosyjskich, że Ukraina budowała brudną bombę. Ponadto prezydent Wołodymyr Zełenski stwierdził, że ataki rosyjskie na ukraińską infrastrukturę energetyczną doprowadziły do przerw w dostawie prądu w dużej części kraju. Według władz ok. 4,5 mln osób (w tym mieszkańców Kijowa i dziesięciu innych regionów) zostało odciętych od prądu. Ukraina przeprowadziła także kolejną wymianę jeńców, w wyniku której udało się uwolnić 107 żołnierzy, w tym sześciu oficerów, 101 szeregowców i sierżantów (74 żołnierzy broniło Azowstalu).
W opinii ISW nie można było dokładnie stwierdzić, czy Rosja będzie walczyć o Chersoń. Przedstawiciel władz okupacyjnych Kyryło Stremousow stwierdził, że siły rosyjskie „prawdopodobnie wycofają się na lewy brzeg” Dniepru, jednak wbrew jego deklaracjom Rosjanie tworzyli pozycje obronne na północny zachód od miasta i kierowali tam dodatkowych zmobilizowanych żołnierzy. Zdaniem Instytutu w tym rejonie nadal operowały rosyjskie siły powietrznodesantowe i piechota morska. Ich ewentualnie wycofanie będzie wskazywało, że Rosjanie nie będą walczyli o Chersoń. Rosja rozmieściła także zmobilizowany personel, aby brał udział w ofensywach „w zachodnim obwodzie donieckim, dążąc do minimalnych i operacyjnie nieistotnych zdobyczy terytorialnych”. Tymczasem źródła rosyjskie donosiły o kontynuowaniu kontrofensywy ukraińskiej w kierunku Kreminnej i Swatowego. Z kolei
Rosjanie atakowali wokół Bachmutu, Awdijiwki i Doniecka.

### 4 listopada

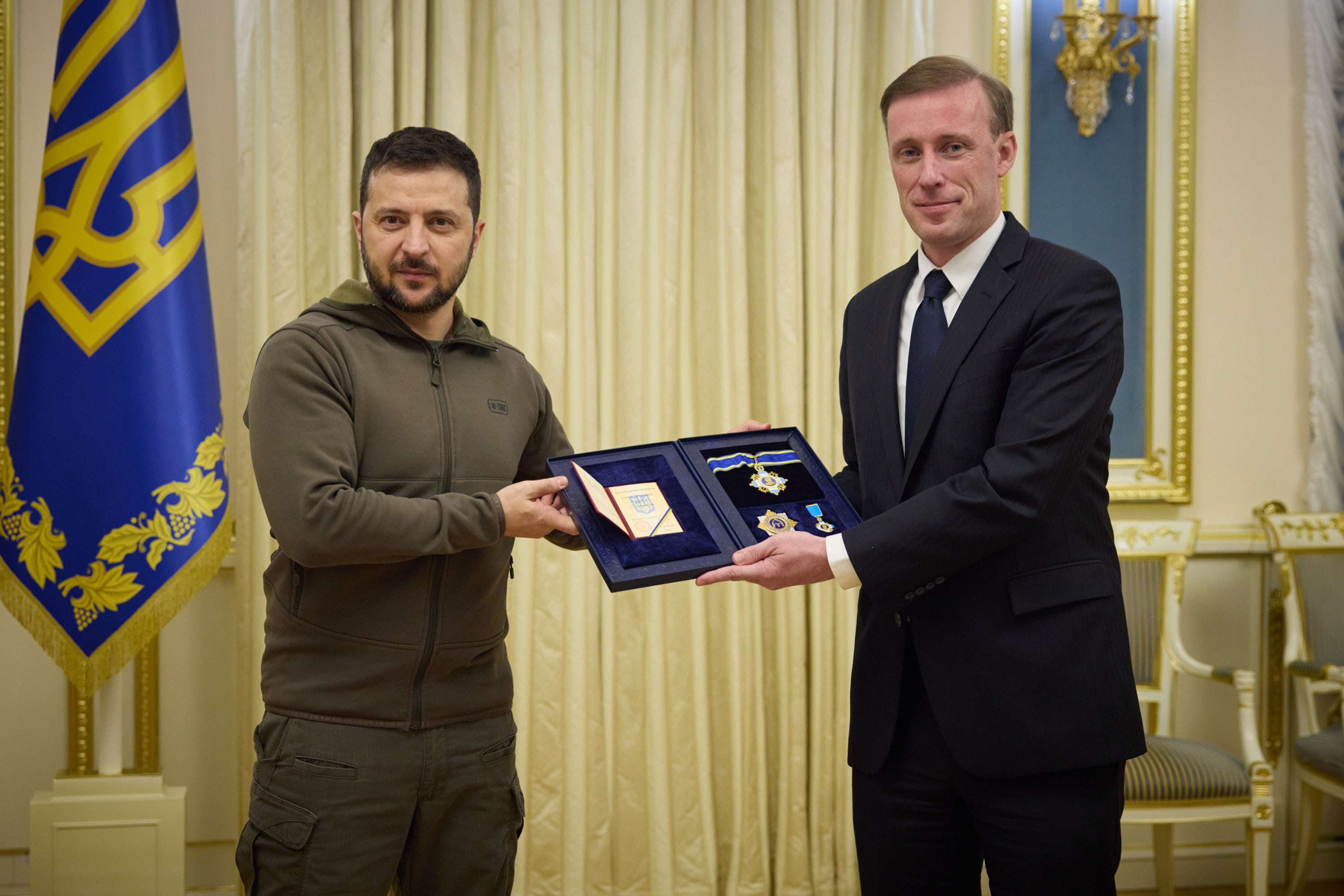
Spotkanie prezydenta Zełenskiego z doradcą ds. bezpieczeństwa narodowego USA, Jakem Sullivanem.

Według SG Rosjanie nadal atakowali w okolicach Bachmutu, Awdijiwki i Pawliwki. Ukraińska armia odparła ataki na 14 miejscowości w tym m.in.na Biłohoriwkę oraz Spirne, Bachmut, Kliszcziówkę, Majorśk, Kamjankę, Newelske, Marjinkę, Nowomychajłówkę i Pawliwkę w obwodzie donieckim. W ciągu ostatniego dnia siły rosyjskie przeprowadzili sześć ataków rakietowych, 21 nalotów i ponad 60 ostrzałów na ok. 20 miejscowości w obwodach: lwowskim, charkowskim, donieckim, dniepropietrowskim, zaporoskim, chersońskim, mikołajowskim i winnickim. Ukraińskie lotnictwo dokonało 11 nalotów, na cztery miejsca koncentracji żołnierzy i sprzętu oraz siedem stanowisk przeciwlotniczych, z kolei artyleria zniszczyła dwa punkty kontrolne, siedem miejsc koncentracji żołnierzy i magazyn amunicji. Gubernator Serhij Hajdaj stwierdził, że „Rosjanie próbują przełamać naszą obronę w okolicach miast Swatowe–Kreminna. Ziemia jest tam usłana ciałami martwych orków”. Później prezydent Zełeński oświadczył, że najcięższe walki toczyły się wokół Bachmutu i Sołedaru, lecz pozycje zostały utrzymane.
Stany Zjednoczone zapowiedziały 25. pakiet pomocy wojskowej dla Ukrainy o wartości 400 milionów dolarów, który obejmie modernizację 45 czołgów T-72B oraz pocisków obrony przeciwlotniczej MIM-23 Hawk (od Hiszpanii), 250 wozów bojowych M1117 ASV, 40 łodzi bojowych Riverine i 1100 dronów kamikadze Phoenix Ghost.
W opinii ISW Putin prawdopodobnie przygotowywał warunki do kontynuowania tajnej mobilizacji, co mogło sugerować, że częściowa mobilizacja nie przyniosła wystarczających sił do realizacji celów na Ukrainie. Armia rosyjska będzie chciała wykorzystać zmobilizowanych żołnierzy do wznowienia ataków w okolicy Doniecka. Według ekspertów Rosjanie za szybko przerzucili niewystarczającą liczbę rezerwistów na pozycje ofensywne w okolicach Bachmutu i Wuhłedaru, a „intensyfikacja ataków w obwodzie donieckim wskazywała, że siły rosyjskie powtarzały ten błąd na całym odcinku frontu. Zwiększona liczba personelu na froncie może pozwolić Rosjanom na jakiś sukces w tamtych okolicach, lecz słabe wyszkolenie, logistyka i dowodzenie nadal będą uniemożliwiać im osiągnięcie znaczących celów operacyjnych”. Ponadto Rosjanie szykowali do uporządkowanego wycofania się z zachodniego brzegu Dniepru, aby uniknąć pogromu w obwodzie chersońskim. Tymczasem źródła rosyjskie twierdziły, że Ukraińcy kontynuowali kontrofensywę w kierunku Kreminny i Swatowego. Z kolei siły rosyjskie prowadziły ataki wokół Bachmutu, Awdijiwki i Doniecka oraz kontynuowały przygotowywanie linii obronnych w obwodzie chersońskim.
Według OSW główne walki przesunęły się z Donbasu na teren pomiędzy Donieckiem a granicą obwodu zaporoskiego. Najcięższa sytuacja miała miejsce w okolicy Wuhłedaru, gdzie Rosjanie próbowali okrążyć siły ukraińskie. Podjęto decyzję o ewakuacji ludności Marjinki. Kolejne rosyjskie ataki na Bachmut, Sołedar, na północ od Gorłówki i na wschód od Siewierska zakończyły się porażką. Siły ukraińskie próbowały atakować na granicy obwodów charkowskiego i ługańskiego na wschód od Kupiańska i na północny wschód od Swatowego. W obwodzie chersońskim Ukraińcy próbowali przełamać pozycje rosyjskie, atakując na południe od linii Dawydiw Brid–Dudczany. Ponadto siły rosyjskie nadal atakowały infrastrukturę energetyczną i przemysłową (m.in. w Charkowie, Krzywym Rogu, Mikołajowie, Pawłohradzie i okolicach Zaporoża) przy pomocy rakiet i dronów, lecz z zmniejszą intensywnością. Obie strony ostrzeliwały i bombardowały swoje pozycje wzdłuż linii frontu. Siły ukraińskie dokonały kolejnych aktów dywersji w Melitopolu i jego okolicach.

### 5 listopada

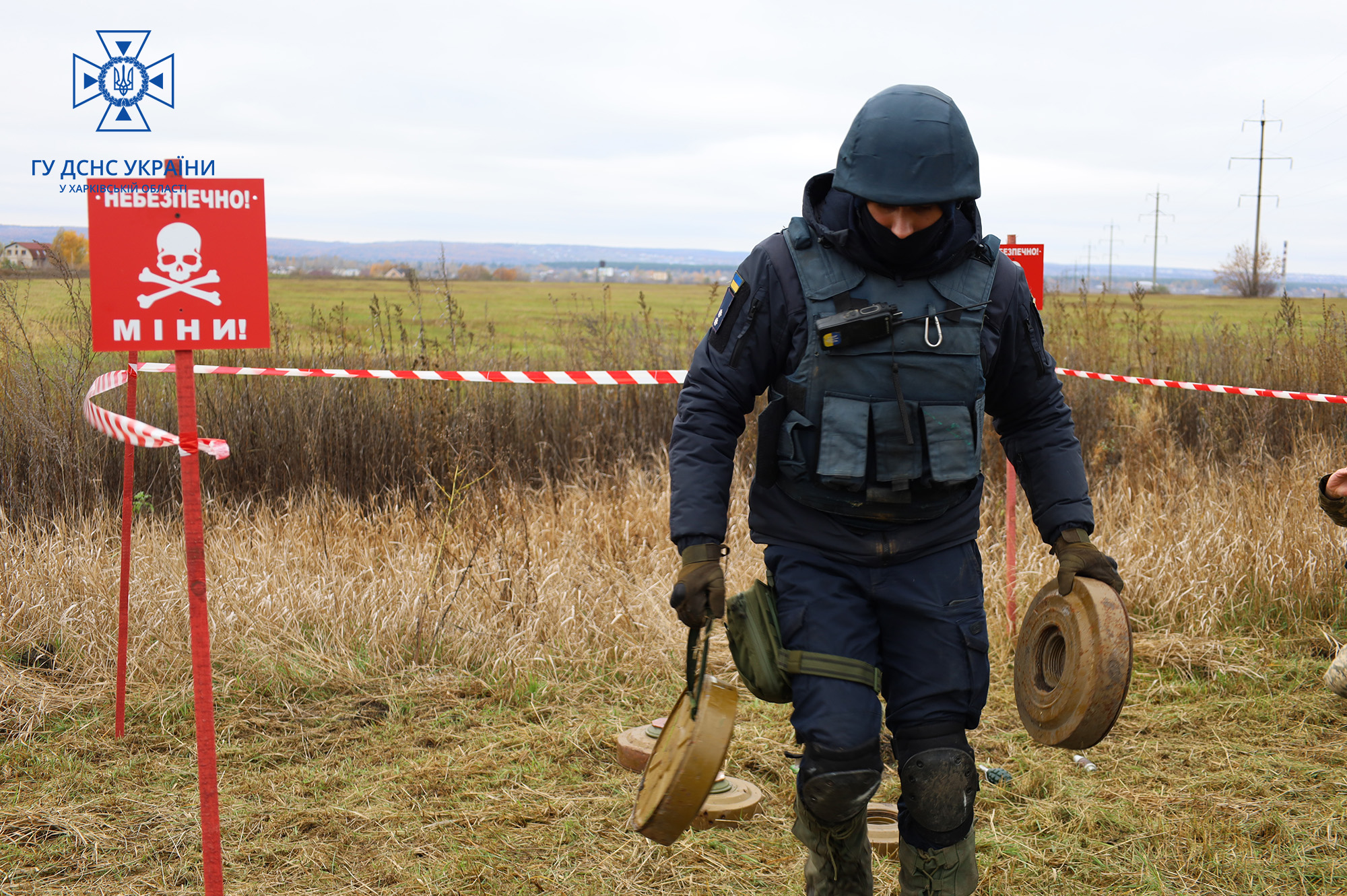
Rozminowywanie obwodu charkowskiego.

Ukraiński Sztab podał, że siły rosyjskie atakowały głównie w okolicach Bachmutu, Awdijiwki i Pawliwki. Ukraińcy odparli ataki na 14 miejscowości, m.in. Zybyne (obwód charkowski), Biłohoriwkę oraz Andrijiwkę, Berestowe, Majorśk, Makiejewkę, Opytne, Pawliwkę, Jakowlewkę i Jampoliwkę. Rosjanie przeprowadzili łącznie cztery ataki rakietowe, 19 nalotów i 75 ostrzałów na 35 miejscowości w obwodach: czernihowskim, sumskim, charkowskim, donieckim, zaporoskim, chersońskim i mikołajowskim. Lotnictwo ukraińskie przeprowadziło siedem ataków na miejsca koncentracji żołnierzy, a artyleria ostrzelała rosyjskie stanowisko dowodzenia, siedem miejsc koncentracji żołnierzy i sprzętu oraz magazyn amunicji. Sztab potwierdził również udane ataki w obwodzie chersońskim i zaporoskim; w miejscowości Basań zniszczono rosyjski kwaterę główną, w wyniku czego zginęło 50 żołnierzy i 10 jednostek sprzętu, z kolei w okolicach Połohy i Marfopila 80 żołnierzy zostało rannych i zniszczono 20 pojazdów. Niezależny rosyjski portal Wiorstka poinformował, że armia ukraińska zniszczyła batalion zmobilizowanych żołnierzy w okolicach Makiejewki w obwodzie ługańskim. W wyniku ostrzału z artylerii, „gradów”, moździerzy i dronów zginęło ponad 500 żołnierzy (z 570 osób ocalało 29, a 12 zostało rannych).
Według władz ukraińskich co najmniej ⅓ elektrowni została zniszczona w wyniku rosyjskich ataków. Od początku listopada w Kijowie i innych regionach Ukrainy rozpoczęło się racjonowanie energii elektrycznej. Elektryczność jest regularnie wyłączana na kilka godzin, aby zapobiec przeciążeniu całej sieci energetycznej. W ocenie ISW wysoki odsetek sił Grupy Wagnera, walczących na Ukrainie, stanowili przestępcy; rosyjski portal Insider podał, że w ciągu ostatnich dwóch miesięcy w walkach zginęło 800–1000 najemników, z czego ponad 500 to więźniowie. Według doniesień siły ukraińskie kontynuowały kontrofensywę wzdłuż linii Swatowe–Kreminna oraz atakowały rosyjską logistykę i transport w obwodzie chersońskim. Z kolei Rosjanie kontynuowali tworzenie pozycji obronnych wzdłuż Dniepru oraz w dalszym ciągu atakowali wokół Bachmutu, twierdząc, że zrobili pewne postępy. Siły rosyjskie kontynuowały również nieudane ataki w rejonie Awdijwka–Donieck i w zachodnim Doniecku. Ponadto Rosjanie kontynuowali przymusową ewakuację w obwodzie chersońskim, w wyniku której ponad 80% mieszkańców Chersonia zostało relokowanych.

### 6 listopada
Wojskom rosyjskim udało się zdobyć część Pawliwki, jednak ponosząc duże straty (250–300 żołnierzy). W opinii SG Ukrainy Rosjanie koncentrowali na powstrzymywaniu działań ukraińskich, utrzymaniu zajętych obszarów oraz atakowali w okolicach Bachmutu, Awdijiwki i Pawliwki. Ukraińcy odparli ataki w pobliżu m.in. Jampilu, Andrijiwki, Krasnohoriwki, Marjinki, Wodiane oraz Biłohoriwki. W ciągu 24h siły rosyjskie przeprowadziły cztery ataki rakietowe, 24 naloty i 55 ostrzałów z wyrzutni rakietowych, atakując ok. 30 miejscowości w obwodach: zaporoskim, donieckim, ługańskim, mikołajowskim, sumskim i chersońskim. Lotnictwo ukraińskie przeprowadziło 22 naloty, w tym 20 na miejsca koncentracji żołnierzy i sprzętu; artyleria zaatakowała dwa punkty kontrolne, osiem miejsc koncentracji żołnierzy i sprzętu, skład amunicji. Sztab podał także, że siły rosyjskie masowo niszczyły wszystkie łodzie, należące do cywilów mieszkających nad Dnieprem, a w Berysławiu nadal trwała przymusowa ewakuacja mieszkańców. Ponadto dziesięć miejscowości w obwodzie chersońskim, w tym Chersoń, zostało pozbawionych prądu po tym, jak Rosjanie wysadzili trzy słupy linii energetycznych w rejonie berysławskim.
Według ISW rosyjscy urzędnicy i dowódcy złagodzili retorykę dot. użycia broni jądrowej na Ukrainie; taka zmiana pokazała, że przywódcy Rosji zdają sobie sprawę z ogromnych kosztów i małych zysków operacyjnych takiego ataku. Z kolei Jewgienij Prigożyn, potwierdził, że Grupa Wagnera stworzyła ośrodki szkolenia i zarządzania dla lokalnych „milicji ludowych” w obwodach kurskim i biełgorodzkim. Tymczasem źródła rosyjskie podały, że siły ukraińskie kontynuowały kontrofensywę w kierunku Swatowego i Kreminnej oraz niszczenie rosyjskiej logistyki w obwodzie chersońskim. Natomiast Rosjanie przeprowadzili ataki w pobliżu Bachmutu, Awdijiwki i Wuhłedaru oraz kontynuowali tworzenie pozycji obronnych na zachodnim brzegu Dniepru. Źródła rosyjskie twierdziły także, że siły rosyjskie przedarły się przez ukraińską obronę w pobliżu Bachmutu, dokonały niewielkich postępów na południe od Awdijiwki i w pobliżu Pawliwki w zachodnim obwodzie donieckim.

### 7 listopada
Według SG Ukrainy siły rosyjskie prowadzili ofensywy na kierunkach Bachmutu, Awdijiwki i Pawliwki. Ukraińcy odparli ataki m.in. w okolicy Krasnohorówki, Opytnego, Kliszcziówki, Marjinki, Pawliwki, Wodiane, Majorśka i Biłohoriwki. Rosjanie przeprowadzili 9 ataków rakietowych, 37 nalotów i 100 ostrzałów, uderzając w infrastrukturę krytyczną i cywilną 25 miejscowości w obwodach: charkowskim, ługańskim, donieckim, zaporoskim, dniepropietrowskim, chersońskim i mikołajowskim. Lotnictwo ukraińskie zniszczyło 17 miejsc koncentracji sprzętu i siedem stanowisk przeciwlotniczych, z kolei artyleria zaatakowała pięć punktów kontrolnych, dwa miejsca koncentracji żołnierzy i sprzętu, dwa składy amunicji, dwa przeciwlotnicze kompleksy rakietowe oraz stanowisko ogniowe artylerii. Sztab podał również, że w Enerhodarze Rosjanie wzmocnili działania wywiadowcze, sprawdzając i zatrzymując mieszkańców, z kolei wojsko w Nowosofijiwce zostało wzmocnione przez siły z Czeczenii. 
Minister obrony Ołeksij Reznikow poinformował, że na Ukrainę przybyły systemy przeciwlotnicze NASAMS i Aspide. Ponadto Ukraina wywłaszczyła pięć dużych firm o znaczeniu strategicznym i oddała je pod bezpośrednią kontrolę Ministerstwa Obrony. Wśród nich znalazły się państwowy producent ropy Ukrnafta, przetwórca ropy Ukrtatnafta, producent transformatorów ZTR, producent ciężarówek KrAZ i firma produkująca silniki lotnicze Motor Sicz. Z kolei przedstawiciel ukraińskiego wywiadu Wadym Skibicki w wywiadzie dla The Economist stwierdził, że armii rosyjskiej zostało ok. 80% nowoczesnych pocisków, w tym 120 rakiet Iskander. Wywiad poznał również plany Rosjan ws. zakupu irańskich pocisków balistycznych Fateh-110 i Zolfaghar, mających wysoką celność i dużą prędkość. Podano także, że Ukraina nie dysponuje skuteczną obroną przed tymi pociskami.
Brytyjskie Ministerstwo Obrony podało, że Rosjanie rozpoczęli budowę linii obronnych wokół Mariupola. W związku z tym dwie firmy produkowały betonowe konstrukcje przeciwczołgowe zwane „zębami smoka”. Zostały postawione między Mariupolem a Nikolśke oraz od północnej części Mariupola do Staryj Krym. Zostały również wysłane do przygotowania fortyfikacji obronnych w obwodzie chersońskim i zaporoskim. Według ISW rosyjska frakcja „siłowików” (w tym Jewgienij Prigożyn i Ramzan Kadyrow) zwiększyła swoje wpływy w celu realizacji własnych interesów w Rosji i okupowanej Ukrainie, a nie w celu wygrania wojny. Siły rosyjskie znacznie uszczupliły swój arsenał precyzyjnego uzbrojenia i poniosły duże straty w lotnictwie, w wyniku czego będą miały trudności z utrzymaniem tempa ataków wojska na ukraińską infrastrukturę krytyczną. Tymczasem Rosjanie starali się ściągnąć armię ukraińską na granicę państwową w północno-wschodnim obwodzie charkowskim. Źródła rosyjskie donosiły, że wojska ukraińskie kontynuowały kontrofensywę w kierunku Swatowego oraz gromadziły siły w obwodzie chersońskim. Ponadto Ukraińcy prowadzili ograniczone interwencje przeciwko Rosjanom w obwodzie zaporoskim. Według rosyjskich źródeł, siły rosyjskie przeprowadziły ograniczone kontrataki w celu odzyskania utraconych pozycji na zachód od Kreminny oraz kontynuowali ataki wokół Bachmutu, w rejonie Awdijiwka–Donieck i w zachodnim obwodzie donieckim.
OSW poinformował, że Rosjanie zwiększyli częstotliwość ataków w obwodzie donieckim. Ataki na Bachmut i okolice zostały odparte przez siły ukraińskie, podobnie jak kolejne próby przełamania pozycji na kierunku Siewierska i na północ od Gorłówki. Rosjanie atakowali także na północ i zachód od Doniecka, na południe i wschód od Wuhłedaru oraz pozycje ukraińskie na wschód od Łymanu. Do pojedynczych ataków doszło również w części obwodu charkowskiego i na południe od Zaporoża. Z kolei Ukraińcy podejmowali kolejne próby przełamania pozycji wroga na granicy obwodu charkowskiego i na północ od Chersonia. Rosjanie wciąż budowali linie obronne w obwodzie chersońskim po obu stronach Dniepru; na prawym brzegu pozostawili 20–25 tys. żołnierzy.

### 8 listopada
Ukraiński Sztab podał, że odparto ataki Rosjan w pobliżu Biłohoriwki i Nowoseliwskiego w obwodzie ługańskim oraz Bachmutskiego, Wesełego, Kliszcziwki, Majorska, Opytnego, Pawomaliwki, Sołedaru i Jakowliwki w obwodzie donieckim. W ciągu 24n Rosjanie przeprowadzili siedem ataków rakietowych, 32 naloty i ponad 70 ostrzałów na ok. 35 miejscowości obwodach: sumskim, charkowskim, ługańskim, donieckim, zaporoskim, chersońskim i mikołajowskim. Lotnictwo ukraińskie dokonało 18 nalotów na cztery umocnione pozycje, 10 miejsc koncentracji wojsk i cztery stanowiska przeciwlotnicze; artyleria zniszczyła stanowisko dowodzenia i cztery miejsca koncentracji żołnierzy i sprzętu.
Według ukraińskiego prezydenta ok. 4 mln Ukraińców po raz kolejny było bez prądu z powodu częściowo zniszczonej infrastruktury. Z kolei ukraińscy wojskowi donosili, że w rejonie Chersonia zaobserwowano zorganizowane grabieże, dokonywane przez wojsko rosyjskie. Widziano zarówno konwoje ze skradzionym sprzętem AGD i materiałami budowlanymi, jak i demontaż masztów i systemów telefonii komórkowej. Ponadto „wszystkie dzieła sztuki, a nawet meble” zostały skradzione z muzeum regionalnego.
W ocenie ISW Grupa Wagnera w dalszym ciągu wyolbrzymiała swoje postępy w Donbasie i tylko sobie przypisywała rosyjskie sukcesy w regionie Bachmutu. Tymczasem Ukraińcy osiągnęli niewielkie postępy na północny zachód od Swatowego, natomiast źródła rosyjskie podały, że siły ukraińskie zintensyfikowały ataki w kierunku Kreminnej. Z kolei siły rosyjskie kontynuowały ataki wokół Bachmutu, Awdijiwki i zachodniej części obwodu donieckiego. Ponadto władze ukraińskie próbowały przeciwdziałać staraniom władz rosyjskich o przejęcie kontroli nad Zaporoską Elektrownią Jądrową.

### 9 listopada

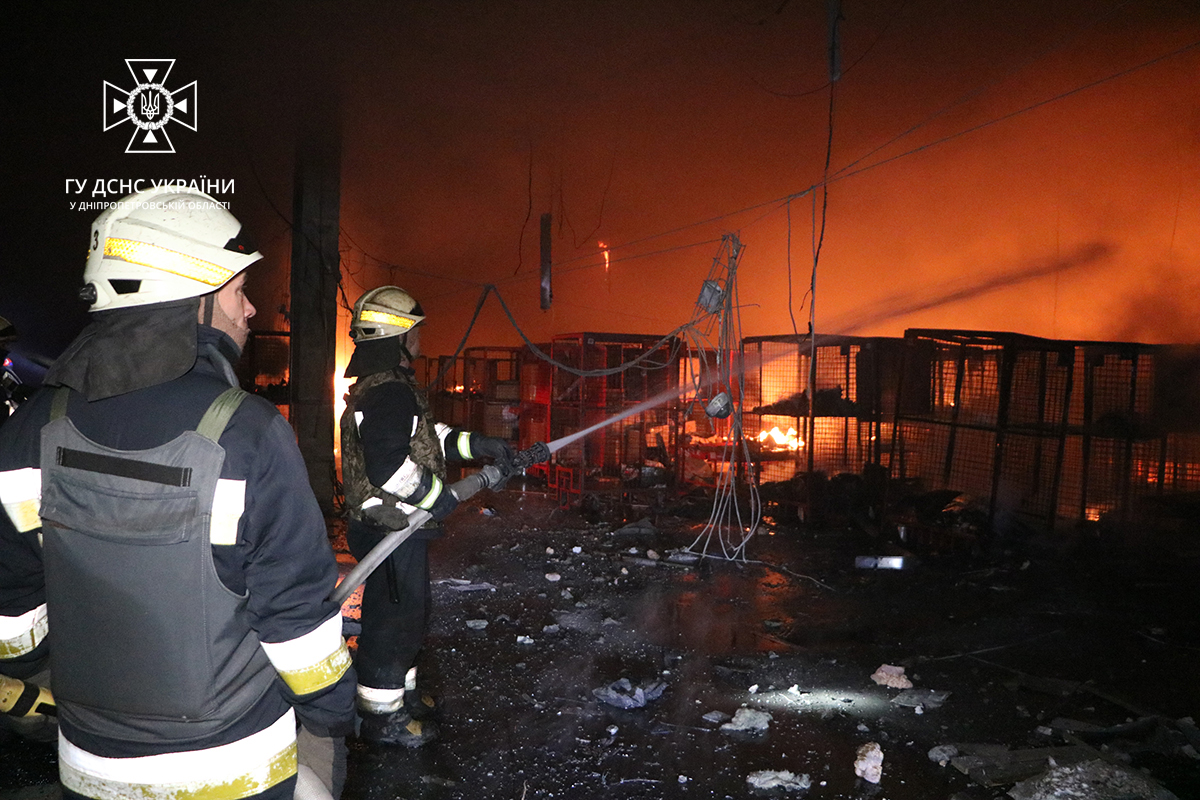
Pożar magazynu w Dnieprze po rosyjskim ostrzale.

Siły ukraińskie wkroczyły do Snihuriwki w obwodzie mikołajowskim. Sztab Ukrainy podał, że Rosjanie koncentrowali się na utrzymaniu zajętych terenów i powstrzymywaniu działań sił ukraińskich oraz atakowali na kierunkach Bachmutu i Awdijiwki. Ukraińcy odparli ataki w pobliżu m.in. Makijiwki, Sołedaru, Kliszcziwki, Majorśka, Jakowlewki, Andrijiwki, Wesełego, Newelskiego i Nowomychajliwki. Armia rosyjska przeprowadziła 11 ataków rakietowych, 22 naloty i ponad 35 ataków z systemów rakietowych, atakując ok. 30 miejscowości w obwodach: donieckim, ługańskim, dniepropietrowskim, zaporoskim, mikołajowskim, sumskim i chersońskim oraz linię frontu na całej długości. Lotnictwo ukraińskie dokonało sześć ataków na dwa miejsca koncentracji żołnierzy i sprzętu oraz cztery stanowiska przeciwlotnicze, z kolei artyleria zniszczyła stanowisko dowodzenia, miejsce koncentracji żołnierzy i skład amunicji. Prorosyjski zastępca szefa obwodu chersońskiego Kyryło Stremusow zginął w wypadku samochodowym pod Geniczeskiem.
Na sesji zorganizowanej dla rosyjskiej telewizji państwowej gen. Siergiej Surowikin zalecił rosyjskiemu ministrowi obrony Siergiejowi Szojgu wycofanie wszystkich rosyjskich jednostek na zachód od Dniepru, po czym Szojgu nakazał wycofywanie żołnierzy. Zapowiedziane wycofanie zostało przygotowane kilka dni wcześniej przez propagandę, uwzględniono w tym także Kadyrowa, który nazwał tę decyzję słuszną. Chersoń jest jedyną stolicą obwodu, jaką Rosja była w stanie zająć podczas inwazji w 2022 roku i od marca znajdowała się pod rosyjską kontrolą. Ukraińcscy urzędnicy nie byli pod wrażeniem rosyjskich wypowiedzi, m.in. gubernator obwodu mikołajowskiego Witalij Kim, przypomniał, że Rosjanie w wielu przypadkach postępowali odwrotnie niż zapowiadali. Z kolei doradca prezydenta nie chciał komentować odwrotu wojsk rosyjskich, ponieważ nie było to jeszcze faktem, tym bardziej że wcześniej Rosjanie przygotowywali się do obrony. Ukraińskie władze również nie potwierdziły tych doniesień.
Generał armii USA Mark Milley oszacował, że rosyjska armia straciła ponad 100 tys. zabitych i rannych żołnierzy podczas walk na Ukrainie i dodał, że prawdopodobnie SZ Ukrainy poniosły straty na podobnym poziomie; od początku inwazji zginęło również ok. 40 tys. ukraińskich cywilów.
Brytyjskie MON poinformowało, że podczas wycofywania się, Rosjanie zniszczyli wiele mostów i podłożyli miny, aby spowolnić nacierające wojska ukraińskie. Zdaniem Ministerstwa „utrata zachodniego brzegu Dniepru prawdopodobnie uniemożliwi Rosji realizację strategicznego dążenia do stworzenia korytarza lądowego do Odessy”. Ponadto przy ograniczonej liczbie przepraw armia rosyjska będzie bezbronna przy przekraczaniu rzeki, w wyniku czego wycofanie będzie trwało kilka dni z pozycjami obronnymi i ostrzałem artyleryjskim dla osłony. Według ISW priorytetem dla wojsk rosyjskich w obwodzie chersońskim było zorganizowane wycofania sił przez Dniepr i opóźnienie SZ Ukrainy, a nie próba całkowitego powstrzymania ukraińskiej kontrofensywy. Zdaniem Instytutu „skoordynowana kampania przechwytująca, mająca na celu zmuszenie sił rosyjskich do wycofania się przez Dniepr bez konieczności przeprowadzania dużych operacji ofensywnych ze strony Ukrainy, prawdopodobnie zakończyła się sukcesem” i nie jest pułapką mającą na celu wciągnięcie wojsk ukraińskich do kosztownych bitew pod Chersoniem. Tymczasem źródła rosyjskie i ukraińskie donosiły o walkach wzdłuż autostrady Swatowe–Kreminna i w Biłohoriwce. Ukraińcy odnotowali zdobycze terytorialne na północny wschód od Chersonia. Siły rosyjskie kontynuowały ataki wokół Bachmutu, Awdijiwki i w zachodnim obwodzie donieckim.

### 10 listopada
Ukraiński Sztab potwierdził, że od 9 listopada br. wyzwolono z rąk rosyjskich szereg miejscowości w obwodzie chersońskim, w tym: Dudczany, Prawdyne, Piatichatki, Kałyniwśke, Borozenśke, [[Sadok (Ukraina)}Sadok]], Bezwodne, Kostromkę, Krasnolubec, Bobrowyj Kut, Bezimenne, Błahodatne, Bruskynśke i Kyseliwkę. Żołnierze ze 129 Brygady Obrony Terytorialnej poinformowali także o przejęciu kontroli nad wsiami Iszczenka i Staryca. Według Ołeksandra Sztupuna, w obwodzie trwała ofensywa sił ukraińskich, które odbijały kolejne miejscowości i kierowały się w stronę Chersonia. Według danych ukraińskiego wywiadu, na prawym brzegu rzeki w obwodzie chersońskim wciąż znajdowało się ok. 20 tys. rosyjskich żołnierzy. W związku z zapowiedzianym wycofaniem się, siły rosyjskie zniszczyły ważną infrastrukturę w Chersoniu; wysadzono elektrownię, elektrociepłownię, lokalną radiostację i maszty radiowe. Miasto pozostało bez prądu i wody.  Część dróg i elementów infrastruktury została zaminowana przez wycofujące się siły rosyjskie. Wieczorem prezydent Wołodymyr Zełenski poinformował, że w ciągu ostatnich kilku dni armia ukraińska wyzwoliła 41 miejscowości w obwodzie chersońskim na zachód od Dniepru.
Według SG Rosjanie budowali umocnienia obronne na wschodnim brzegu Dniepru w obwodzie chersońskim oraz w obwodzie zaporoskim oraz przeprowadzili ataki wokół Bachmutu i Awdijiwki. Siły ukraińskie odparły ataki m.in. w pobliżu Mjasożariwki, Makiejewki i Biłohoriwki w obwodzie ługańskim oraz Wesełego, Sołedaru, Andrijiwki, Krasnohorówki, Pierwomajskiego, Marjinki i Pawliwki. W ciągu 24h Rosjanie przeprowadzili jeden atak rakietowy, 17 nalotów i prawie 100 ostrzałów na ok. 20 miejscowości w obwodach: charkowskim, ługańskim, donieckim, dniepropietrowskim, zaporoskim i mikołajowskim. Z kolei ukraińskie lotnictwo przeprowadziło 10 nalotów na siedem miejsc koncentracji żołnierzy i sprzętu oraz trzy stanowiska przeciwlotnicze; artyleria ostrzelała dwa punkty kontrolne, 10 miejsc koncentracji żołnierzy i sprzętu, trzy składy amunicji i pięć obiektów przeciwlotniczych.
Kilku urzędników Stanów Zjednoczonych ogłosiło pakiet pomocy wojskowej dla Ukrainy o wartości 400 milionów dolarów, w tym amunicję do systemu M142 HIMARS, moździerze i pociski do systemu przeciwlotniczego MIM-23 Hawk oraz systemu obrony przeciwlotniczej M1097 Avenger.
Podsekretarz obrony ds. polityki Colin Kahl stwierdził, że Rosja straciła połowę swoich podstawowych czołgów na Ukrainie; według bloga Oryx ok. 1450 czołgów zostało zniszczonych, zdobytych, porzuconych lub uszkodzonych. W opinii ISW armia ukraińska efektywnie wyzwalała kolejne miejscowości wokół Chersonia; potwierdzono przejęcie szeregu miejscowości na północny zachód, zachód i północny wschód od miasta. Na niektórych odcinkach Ukraińcy przesunęli się o 7 km. Według ekspertów Rosji zależy na pauzie operacyjnej, ponieważ pozwoliłaby na odbudowanie sił. W ramach trwającego jesiennego poboru zostanie przeszkolonych 120 tys. żołnierzy, którzy trafią na front wiosną. Wobec tego „siły ukraińskie zamierzają wyzwolić jak najwięcej okupowanych terytoriów, zanim te rosyjskie posiłki trafią na front”. Rzecznik ukraińskich sił powietrznych Jurij Ignat stwierdził, że Rosjanie prawdopodobnie zmniejszą tempo atakowania ukraińskiej infrastruktury. Tymczasem Ukraińcy kontynuowali kontrofensywę na linii Swatowe–Kreminna, z kolei siły rosyjskie kontynuowały ataki w pobliżu Bachmutu, Awdijiwki i w zachodnim Doniecku oraz rozpoczęli budowę umocnień na Krymie i południowej Ukrainie. Ponadto rosyjscy urzędnicy kontynuowali wysiłki na rzecz osłabienia ukraińskiej tożsamości narodowej, jednocześnie mobilizując mieszkańców zajętych terytoriów.
Według OSW Rosjanie kontynuowali ataki w obwodzie donieckim. Bez powodzenia atakowali pozycje ukraińskie na obrzeżach Bachmutu oraz w miejscowościach na północny wschód i południe od niego oraz na północ od Gorłówki. Walki trwały na zachód od Doniecka oraz na północ i południe od Wuhłedaru. W rejonie Pawliwki siły ukraińskie kontratakowały, a Rosjanie ponieśli ciężkie straty. Do ataków dochodziło także w obwodzie ługańskim, na kierunku Swatowego. Wycofywanie sił spod Chersonia nie wpłynęło na aktywność artylerii rosyjskiej, która nadal ostrzeliwała pozycje ukraińskie wzdłuż linii frontu. Rosjanie kontynuowali ataki rakietowe i za pomocą dronów na infrastrukturę krytyczną w Dnieprze, Krzywym Rogu, Kramatorsku, Mikołajowie oraz w okolicy Krzemieńczuka i Zaporoża. Ukraińskie artyleria i lotnictwo atakowały w obwodzie chersońskim i w Donbasie.

### 11 listopada

Region Chersonia kontrolowany przez Ukrainę zaznaczono na żółto, terytorium zajęte przez Rosję na czerwono, a terytorium zajęte przez Rosję, a następnie pod kontrolą Ukrainy na niebiesko.

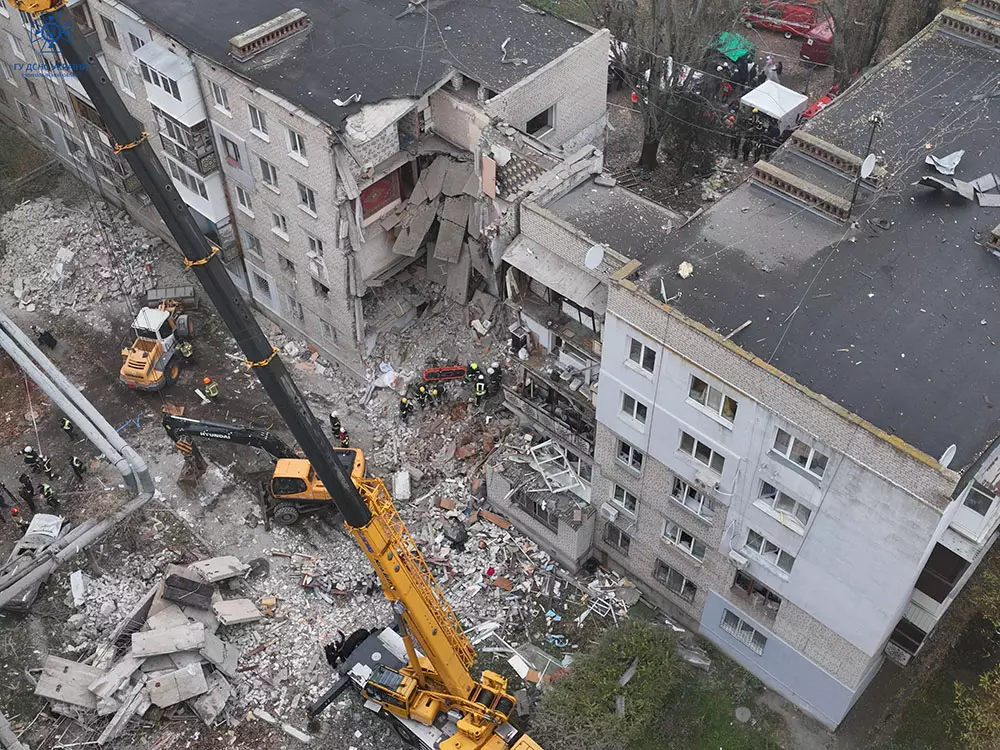
5-piętrowy blok w Mikołajowie po rosyjskim ostrzale; zginęło 9 osób.

Wojska ukraińskie wkroczyły do Chersonia napotykając niewielki opór, z kolei front dotarł do zachodniego brzegu Dniepru. Gdy pierwsze oddziały wojskowe wkroczyły do centrum miasta, zostały przywitane przez miejscową ludność. Według rosyjskiej agencji Interfax, 30 tys. rosyjskich żołnierzy zostało wycofanych z części obwodu chersońskiego na zachód od Dniepru. Następnie Rosja podała, że zaczęła ostrzeliwać ukraińskie cele wojskowe w okolicy. Wraz z zakończeniem wycofywania się z miasta, część mostu Antonowskiego została wysadzona w powietrze w godzinach nocnych.
Sztab ukraiński podał, że Rosjanie tworzyli linie obronne na lewym brzegu Dniepru i próbowali utrzymać zajęte terytoria, jednocześnie atakując na kierunkach Bachmutu i Awdijiwki. SZ Ukrainy odpierały ataki m.in. w okolicy Masjutiwki i Orlanki w obwodzie charkowskim, Miasożarówki, Makiejewki i Biłohoriwki w obwodzie ługańskim oraz Wesełego, Sołedaru, Krasnohorówki, Wierchnokamiańskie, Pierwomajskiego, Marjinki i Pawliwki w obwodzie donieckim. W ciągu doby Rosjanie przeprowadzili cztery ataki rakietowe, 23 naloty i ponad 70 ostrzałów na ok. 25 osiedli w obwodach: charkowskim, ługańskim, donieckim, winnickim, zaporoskim, chersońskim i mikołajowskim. Lotnictwo dokonało 16 nalotów na 13 miejsc koncentracji żołnierzy i trzy stanowiska przeciwlotnicze. Artyleria zniszczyła dwa punkty kontrolne, 9 miejsc koncentracji żołnierzy i sprzętu. SG potwierdził także, że w ataku na siły rosyjskie w obwodzie zaporoskim 100 osób zostało rannych.
Brytyjskie Ministerstwo Obrony poinformowało, że proces wycofywania się sił rosyjskich rozpoczął się już 22 października br., kiedy rosyjskie władze w Chersoniu wezwały ludność cywilną do opuszczenia miasta. Rosyjski sprzęt wojskowy i żołnierze w ubraniach cywilnych ewakuowali się w ostatnich tygodniach razem z 80 tys. cywilów. Zdaniem Ministerstwa Chersoń był jedyną stolicą obwodu zdobytą przez Rosjan, więc wycofanie wojsk było dużym nadszarpnięciem reputacji Rosji oraz publicznym uznaniem trudności, z jakimi borykały się wojska na zachodnim brzegu Dniepru. Według ISW siły ukraińskie kończyły wyzwalanie miejscowości na prawym brzegu Dniepru, z kolei Rosjanie będą umacniali się na lewym brzegu. Na podstawie zdjęć satelitarnych Ukraińcy doszli do Chersonia od zachodu i północy oraz przejęli kontrolę nad Kyseliwką i Czornobajiwką. Potwierdzono również zniszczenie mostu Antonowskiego, mostu na zaporze w Nowej Kachowce i mostu w Darjiwce przez rzekę Ingulec. Tymczasem Ukraińcy kontynuowali kontrofensywę na Kreminnę i Swatowe oraz atakowali rosyjską logistykę na tyłach obwodu ługańskiego. Z kolei siły rosyjskie kontynuowały ataki wokół Bachmutu, Awdijiwki i Wuhłedaru. Ponadto ukraińscy partyzanci w dalszym ciągu atakowali rosyjskie władze okupacyjne.

### 12 listopada
Według SG Ukrainy odparto rosyjskie ataki m.in. w pobliżu Stelmachiwki oraz Torśkego, Bachmutu, Biłohoriwki, Spirnego, Torećku, Krasnohorówki, Pierwomajskiego, Marjinki i Pawliwki w obwodzie donieckim. W ciągu 24h Rosjanie przeprowadzili cztery ataki rakietowe, 16 nalotów i ok. 40 ostrzałów z wyrzutni rakietowych na ponad 20 miejscowości w obwodach: zaporoskim, czerkaskim, charkowskim i donieckim. Lotnictwo ukraińskie dokonało 13 ataków na osiem miejsc koncentracji personelu i sprzętu oraz pięć stanowisk przeciwlotniczych. Sztab potwierdził także, że zaatakowano wojska rosyjskie w mieście Dnipriany, gdzie trafiono budynek, w którym znajdowało się do 500 osób; w wyniku tego „do Tawrijśka wywieziono dwie ciężarówki zabitych najeźdźców. Do najbliższego szpitala przewieziono 56 ciężko rannych, z których 16 zmarło wkrótce potem”. Prezydent Wołodymyr Zełenski poinformował w godzinach wieczornych, że wyzwolono ponad 60 miejscowości w obwodzie chersońskim.
70% obwodu chersońskiego, na wschód od Dniepru, nadal znajdowało się pod kontrolą rosyjską. Według rosyjskich agencji administracja okupacyjna przeniosła swoje centrum administracyjne do Geniczeska. Według władz miasta sytuacja w Chersoniu to „katastrofa humanitarna”; mieszkańcom brakowało wody, żywności i lekarstw. Z kolei regionalny dostawca energii obiecał, że elektryczność zostanie przywrócona w wyzwolonych miejscowościach. Szef chersońskich władz obwodowych Jarosław Januszewycz podał, że do Chersonia wróciły i przystąpiły do działania władze miejskie i obwodowe, policja oraz Służba Bezpieczeństwa Ukrainy, natomiast pracownicy DSNS przystąpili do rozminowywania. Dodatkowo dzięki polskiemu sprzętowi przywrócono w mieście ukraińską telewizję i radio.
W opinii ISW wycofanie wojsk rosyjskich z Chersonia tworzyło tarcia ideologiczne pomiędzy Władimirem Putinem i zwolennikami wojny z Ukrainą oraz osłabiło pewność "co do zaangażowania i zdolności Putina do spełnienia jego wojennych obietnic". Rosyjskie przywództwo wojskowe starało się utworzyć doraźne formacje wojskowe w bardziej spójną siłę bojową na Ukrainie, jednak bez powodzenia. Tymczasem źródła rosyjskie donosiły, że Ukraińcy kontynuowali działania kontrofensywne w kierunku Kreminny i Swatowego oraz kończyli wyzwalanie miejscowości na prawym brzegu Dniepru w obwodzie chersońskim. Natomiast siły rosyjskie kontynuowały ataki w kierunku Bachmutu, Awdijiwki i Wuhłedaru.

### 13 listopada

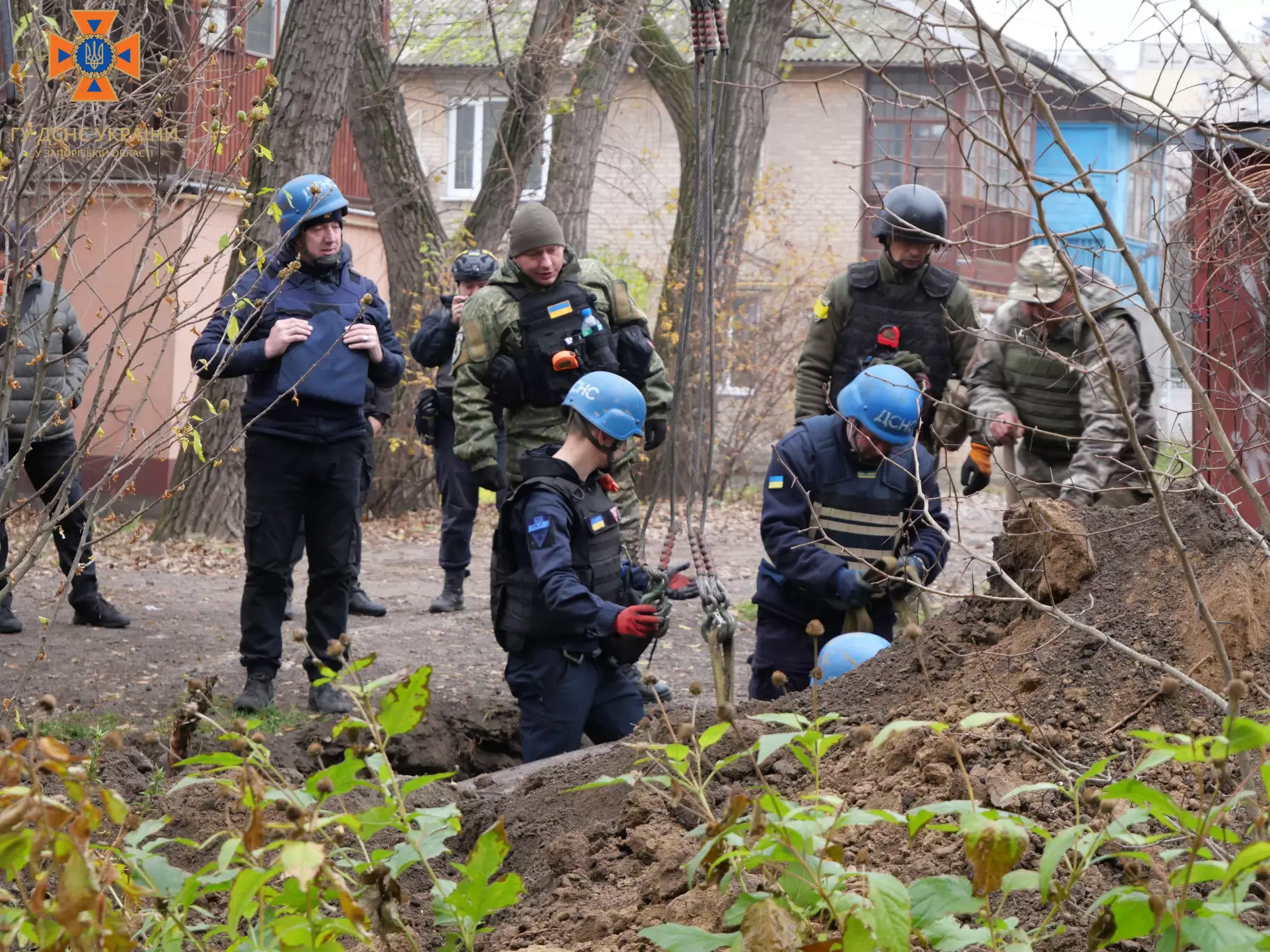
Usuwanie szczątków rosyjskiego pocisku Iskander, który spadł w Zaporożu dzień wcześniej, lecz nie wybuchł.

Według doniesień mediów armia ukraińska przeprowadziła dzień wcześniej udany desant na półwysep Kinburnski, będący ostatnią częścią obwodu mikołajowskiego pod kontrolą Rosjan, z kolei 13 listopada dotarła do wsi Herojskie. Według rosyjskiej agencji wojska rosyjskie „zniszczyły 20 sabotażystów SZ Ukrainy podczas próby lądowania na Mierzei Kinburskiej”. Gubernator Serhij Hajdaj podał, że Ukraińcy odzyskali kontrolę nad wsią Makijiwka w obwodzie ługańskim. SG Ukrainy podał, że Rosjanie umacniali się na lewym brzegu Dniepru oraz atakowali w pobliżu Bachmutu i Awdijiwki. Siły ukraińskie odparły ataki m.in. w okolicy Stelmachiwki i Biłohoriwki w obwodzie ługańskim oraz Biłohoriwki, Wodiane i Marjinki w obwodzie donieckim. W ciągu doby Rosjanie przeprowadzili cztery ataki rakietowe, 13 nalotów i ok. 60 ostrzałów z systemów rakietowych, atakując infrastrukturę krytyczną i cywilną. Ukraińskie lotnictwo dokonało 16 nalotów na 10 miejsc koncentracji wojsk i sześć stanowisk przeciwlotniczych, natomiast artyleria zniszczyła dwa punkty kontrolne oraz 11 miejsc koncentracji sprzętu i żołnierzy. Sztab poinformował także, że Rosjanie „zwiększyli liczebność zgrupowania wojsk w rejonie Melitopola. Wokół miasta budowano umocnienia i fortyfikacje. (...) Do miasta przybywały kolumny od strony Tokmaku”. Z kolei w Kachowce, Tawrijśku i Nowej Kachowce w obwodzie chersońskim zmniejszono liczbę żołnierzy.
Według ISW po wycofaniu się z Chersonia, Rosja zintensyfikuje działania w obwodzie donieckim, ponieważ pojawią się tam nowe zmobilizowane oddziały i siły wycofane z obwodu chersońskiego. W wyniku tego Ukraińcy prawdopodobnie będą zmuszeni przesunąć więcej sił w tamten region. W obwodzie donieckim znajdowały się jednostki z regularnych rosyjskich Sił Zbrojnych, zmobilizowani rezerwiści, najemnicy z Grupy Wagnera, formacie rezerwy ochotniczej (BARS), bojownicy republik ludowych, żołnierze Kadyrowa i ochotnicy; zdaniem Instytutu taka różnorodność „sił bojowych miała mniejszą skuteczność bojową niż zgrupowanie regularnych jednostek o podobnej liczebności”. Tymczasem źródła rosyjskie podały, że siły ukraińskie kontynuowały kontrofensywę w kierunku Kreminny i Swatowego oraz uderzyły w rosyjską bazę wojskową w Czapłynce, 50 km na południe od Berysławia. Rosjanie kontynuowali ataki na kierunkach Bachmutu, Awdijiwki i Wuhłedaru. Rosyjskie Ministerstwo Obrony ogłosiło, że zdobyto miasto Majorsk, na południowy wschód od Bachmutu. Siły rosyjskie kontynuowały także ostrzał miejscowości w obwodach zaporoskim i dniepropietrowskim.

### 14 listopada

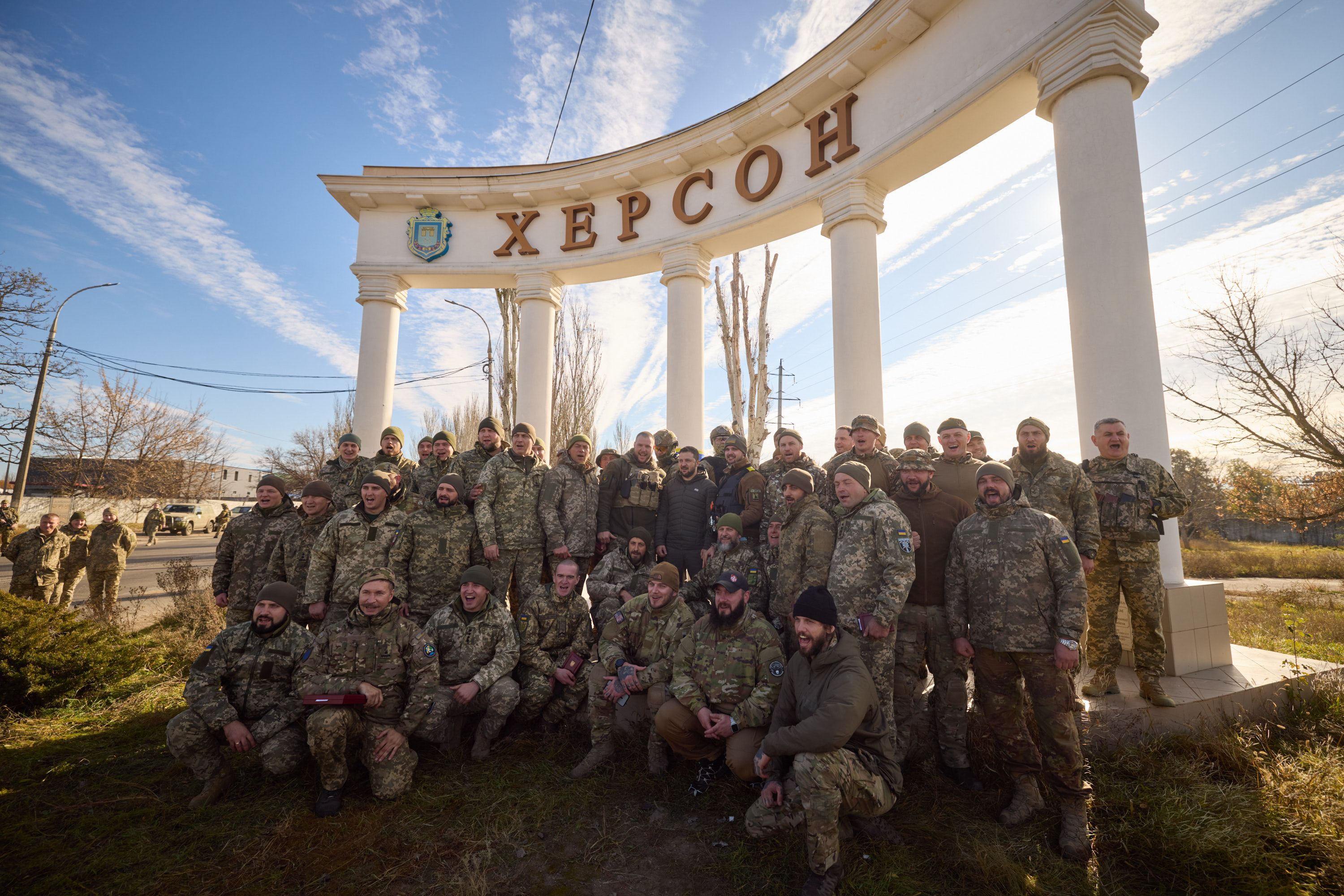
Prezydent Zełenski wręczył odznaczenia państwowe ukraińskim żołnierzom, którzy wyzwolili obwód chersoński.

Według Sztabu Rosjanie atakowali na kierunkach Bachmutu i Awdijiwki. Siły ukraińskie odparły ataki w okolicy Biłohoriwki, Bachmutskego, Wremiwki, Krasnohoriwki, Marjinki, Nowokalinówki, Nowomychajliwki w obwodzie donieckim. W ciągu 24h wojsko rosyjskie przeprowadziło 4 ataki rakietowe, 23 naloty i ponad 70 ostrzałów z wyrzutni rakiet na infrastrukturę krytyczną i cywilną. Ukraińskie lotnictwo przeprowadziło 21 nalotów na 18 miejsc koncentracji żołnierzy i sprzętu oraz trzy stanowiska przeciwlotnicze, z kolei artyleria zaatakowała trzy punkty kontrolne, 19 miejsce koncentracji wojsk, stanowisko przeciwlotnicze i dwa składy amunicji. Potwierdzono również zniszczenie rosyjskiej kwatery głównej w Miluwatce w obwodzie ługańskim, w wyniku czego zginęło 30 żołnierzy, a 20 zostało rannych. Rzeczniczka dowództwa operacyjnego Południe Natalia Humeniuk podała, że rosyjskie pozycje obronne na linii Dniepru znajdowały się pod ukraińską kontrolą ogniową, w wyniku czego Rosjanie przesunęli swoje siły na odległość 15-20 km na wschód od rzeki. Komitet Obrony Rady Najwyższej poparł projekty dekretów prezydenta Zełenskiego o przedłużeniu stanu wojennego i powszechnej mobilizacji o kolejne 90 dni, do 19 lutego 2023 roku.
Prezydent Zełenski odwiedził wyzwolony Chersoń (liczący ok. 80 tys. mieszkańców z poprzednich 280 tys.) i powiedział, że rosyjskie zbrodnie wojenne zostały ujawnione w odzyskanych częściach obwodu chersońskiego; mieszkańcy miasta również byli więzieni i torturowani. Według Zełenskiego podczas wyzwolenia części obwodu chersońskiego na zachód od Dniepru zlikwidowano ok. 2000 min. Oprócz zniszczeń na ulicach, ludność miasta cierpiała z powodu braku wody i elektryczności. Jednocześnie nie było zasięgu w telefonach komórkowych.
Ministrowie spraw zagranicznych państw UE postanowili rozpocząć misję szkoleniową ukraińskich sił zbrojnych, która początkowo miała objąć 15 tys. żołnierzy. Brytyjskie MON podało, że Rosja przesunęła jednostki dowodzenia w okolice Geniczeska, dobrego miejsca do koordynowania działań przeciwko siłom ukraińskim z Chersonia na zachodzie i Melitopola na północnym wschodzie oraz w razie posiłków z Krymu. Przede wszystkim znajdowała się poza zasięgiem ukraińskiej artylerii. W ocenie ISW sytuacja na froncie nie była momentem, aby zwolnić tempo wsparcia dla Ukrainy lub naciskać na negocjacje. Dotychczasowe sukcesy nie będą wystarczającą gwarancją dla przyszłości kraju, a ewentualna pauza operacyjna będzie działać na korzyść Rosjan. Według ekspertów Putin zezwolił generałowi Surowikinowi na wycofanie się spod Chersonia pod warunkiem zajęcia całego obwodu donieckiego. Jednak było mało prawdopodobne, aby utworzył skuteczną siłę uderzeniową z tamtejszych jednostek. Tymczasem Ukraińcy kontynuowali kontrofensywę na linii Swatowe–Kreminna i starli się z Rosjanami pod Biłohoriwką. Z kolei siły rosyjskie próbowały odzyskać pozycje w północno-wschodnim obwodzie charkowskim oraz zintensyfikowały ataki w obwodzie donieckim, twierdząc, że zrobili postępy wokół Bachmutu i na południowy zachód od Doniecka.
Według OSW główne walki toczyły się w Donbasie. Rosjanie atakowali na wschodnim brzegu rzeki Żerebeć, od granicy obwodów ługańskiego i charkowskiego do obwodu donieckiego na zachód od Łymanu. Na kierunku Swatowego i Kreminnej próby ataku ponowiła strona ukraińska, która poinformowała o odzyskaniu kontroli nad Makijiwką. Siły rosyjskie zintensyfikowały ataki wokół Bachmutu, na wschód od Siewierska, na zachód od Gorłówki, wokół Awdijiwki i na zachód od Doniecka. Trwały walki o Pawliwkę, zamykającą od południa dostęp do Wuhłedaru. Do starć dochodziło ponadto w obwodzie charkowskim, na północ i wschód od Kupiańska. Rosjanie atakowali za pomocą rakiet i dronów infrastrukturę krytyczną w obwodach winnickim, czerkaskim, donieckim i zaporoskim. Rakiety spadły również na Mikołajów, Zaporoże i Charków oraz rejon nikopolski i okolice Oczakowa. Artyleria i lotnictwo obu stron atakowały wrogie pozycje wzdłuż linii frontu.

### 15 listopada

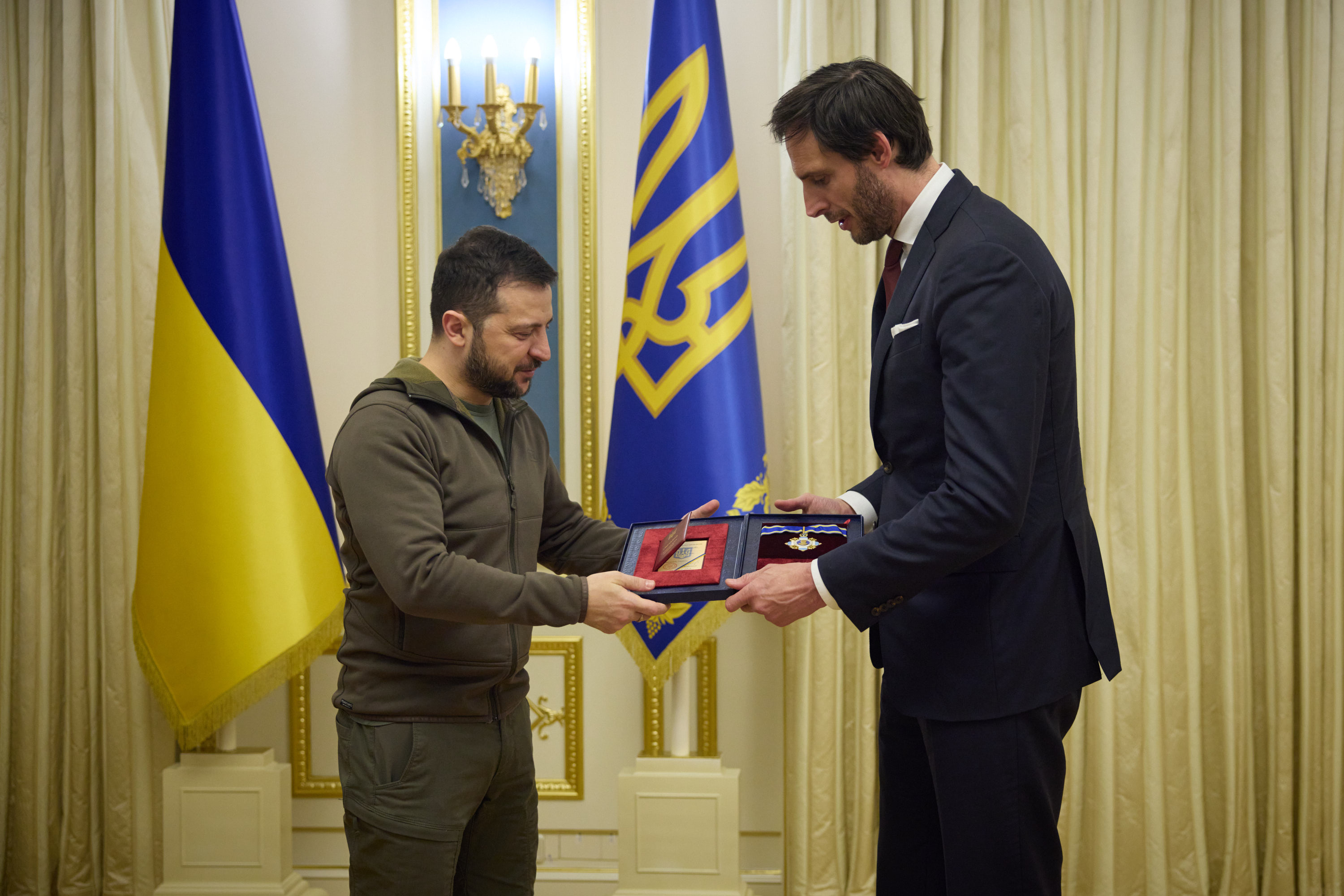
Spotkanie prezydenta Zełenskiego z Ministrem Spraw Zagranicznych Holandii Wopke Hoekstrą.

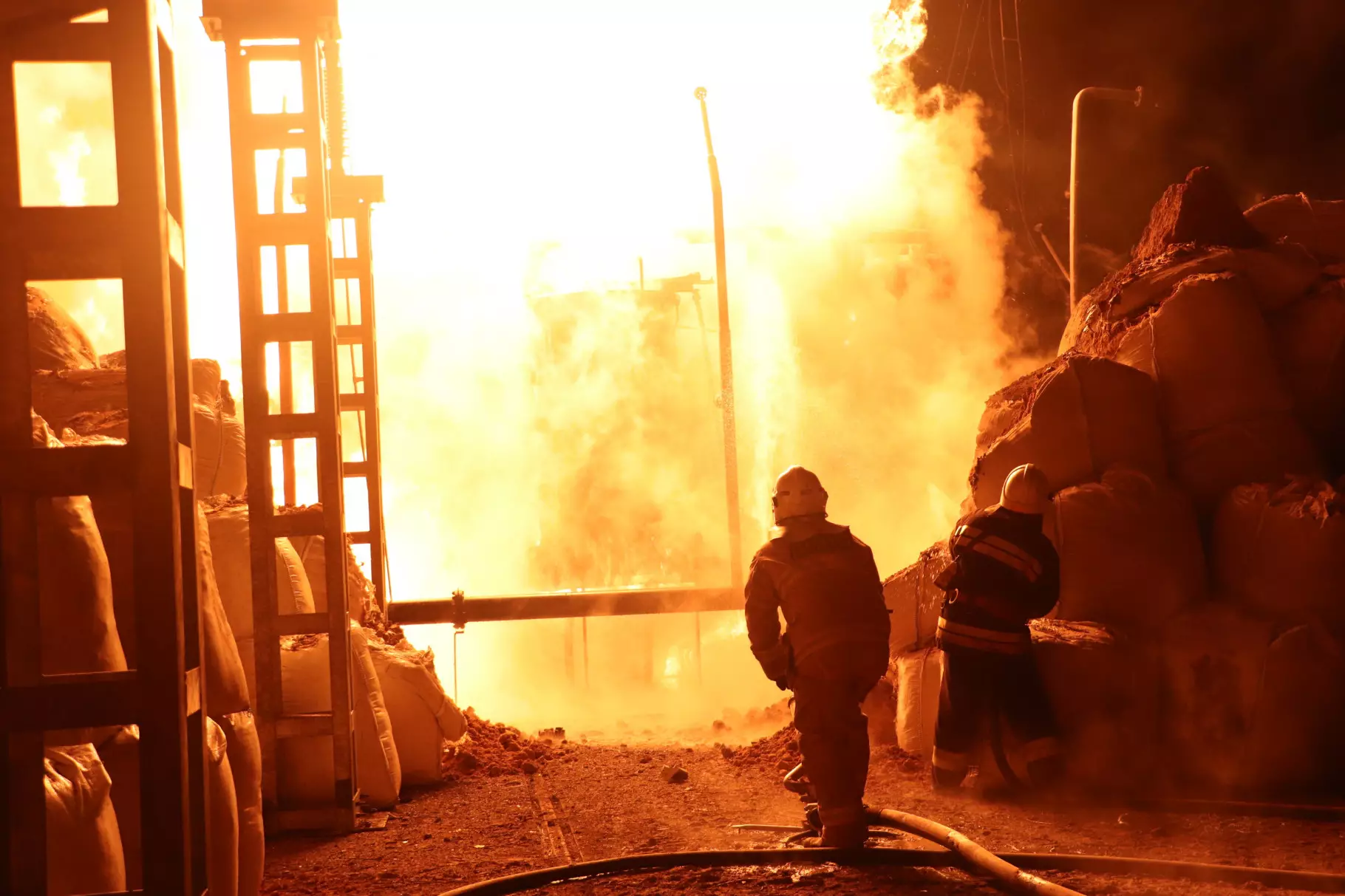
Gaszenie pożarów po atakach rosyjskich rakiet na obiekty infrastruktury krytycznej w obwodzie kijowskim.

W opinii SG Ukrainy siły rosyjskie atakowały na kierunkach Bachmutu i Awdijiwki oraz próbowały powstrzymać postępy ukraińskie. Ukraińcy odparli ataki m.in. w okolicy Biłohoriwki, Nowokalinówki, Wesełego, Perwomajskego, Wodiane, Nowomychajliwki i Wremiwki w obwodzie donieckim. W ciągu doby Rosjanie przeprowadzili 43 naloty i ponad 40 ostrzałów z systemów rakietowych, atakując pozycje ukraińskie i miejscowości wzdłuż linii frontu. Lotnictwo ukraińskie dokonało 14 nalotów na 11 miejsc koncentracji żołnierzy i sprzętu oraz trzy stanowiska przeciwlotnicze. Artyleria zniszczyła trzy miejsca koncentracji wojsk, stację radioelektroniczną i magazyn amunicji. Ukraińskie Dowództwo Operacyjne Południe podało, że jednostki rakietowe i artyleryjskie przeprowadziły 50 ataków na rosyjskie pozycje na lewym brzegu Dniepru oraz w rejonie Mierzei Kinburn.
Według źródeł ukraińskich, jeden z największych rosyjskich ataków rakietowych od początku wojny uderzył w Kijów, Lwów i Charków oraz 15 obiektów infrastruktury energetycznej na Ukrainie. Odnotowano pożary w obwodach czerkaskim, kirowohradzkim, chmielnickim i dniepropietrowskim. Rzecznik ukraińskich sił powietrznych Jurij Ignat stwierdził, że Rosja wystrzeliła od 85 do 100 rakiet (Ch-101 i Kalibr), z czego 73 pociski (i 17 dronów) zostały zestrzelone. Według władz ukraińskich ostrzał spowodował poważne niedobory energii elektrycznej i wody w obwodach: kijowskim, lwowskim, żytomierskim, charkowskim, wołyńskim, rówieńskim i tarnopolskim. Operator Ukrenergo podał, że największe szkody miały miejsce w północnych i centralnych regionach kraju. Po atakach rakietowych w kilku regionach nie było prądu. W Kijowie również odcięto zasilanie, ponieważ operatorzy sieci zostali zmuszeni do awaryjnego wyłączania części sieci. Według ukraińskiego rządu ponad siedem milionów gospodarstw domowych na Ukrainie było od czasu do czasu pozbawionych elektryczności. Republika Mołdawii również zgłaszała „poważne przerwy w dostawie prądu” po rosyjskich nalotach. Jeden pocisk przekroczył granice Polski i uderzył w wieś Przewodów, zabijając dwóch cywilów.
W opinii ISW zmasowany ostrzał Ukrainy był zaplanowany z wyprzedzeniem i prawdopodobnie była to odpowiedź Rosji na wystąpienie prezydenta Wołodymyra Zełenskiego na forum G20. Rosyjscy dowódcy podobno zignorowali plany operacji ofensywnych w kierunku Wuhłedaru i przekierowali źle wyszkolone jednostki do kosztownych ataków na Pawlivkę, wywołując krytykę rosyjskich przywódców wojskowych. Źródła rosyjskie podały, że Ukraińcy kontynuowali kontrofensywę w kierunku Swatowego i Kreminnej oraz w dalszym ciągu atakowali rosyjską logistykę w obwodzie ługańskim. Z kolei siły rosyjskie kontynuowały ataki w pobliżu Bachmutu, Awdijiwki i Wuhłedaru. Ponadto rosyjskie szlaki logistyczne z Krymu na południową Ukrainę były prawdopodobnie mocno zdegradowane.

### 16 listopada
Według Sztabu Ukrainy siły rosyjskie atakowały w kierunku Bachmutu i Awdijiwki. Ukraińcy odparli rosyjskie ataki na siedem miejscowości, m.in. Stelmachiwkę i Biłohoriwkę w obwodzie ługańskim oraz Wierchniokamjańskie, Marjinkę i Perwomajske w obwodzie donieckim. W obwodzie ługańskim, trwały walki oraz ukraińska kontrofensywa w kierunku Swatowego. Ukraińcy w dalszym ciągu próbowali przeciąć trasę Swatowe–Kreminna. W ciągu 24h Rosjanie przeprowadzili sześć ataków rakietowych, cztery naloty i ponad 40 ostrzałów z wyrzutni rakietowych, atakując  pozycje ukraińskie i miejscowości w pobliżu linii frontu. Lotnictwo Ukrainy uderzyło w dwa stanowiska przeciwlotnicze, a artyleria zniszczyła dwa punkty kontrolne, sześć miejsc koncentracji żołnierzy i sprzętu oraz trzy magazyny amunicji.
Po zamachach na ukraińską infrastrukturę energetyczną dzień wcześniej przywrócono elektryczność w siedmiu obwodach, w tym w Kijowie. Kyryło Tymoszenko stwierdził, że prace remontowe trwały w kolejnych siedmiu regionach. Ministerstwo Obrony Wielkiej Brytanii podało, że „degradacja ukraińskiej infrastruktury stała się kluczowym elementem rosyjskiej strategii, ale kontynuacja uderzeń na taką skalę mocno obciąża rosyjskie zapasy konwencjonalnych pocisków manewrujących”. Dzień wcześniej Rosja wystrzeliła ok. 80 pocisków dalekiego zasięgu, głównie na obiekty energetyczne. Mimo dużej liczby przechwyconych pocisków, Ukraina stanęła na progu znacznego spadku zasilania dostępnego z sieci krajowej. Według ISW finansista Grupy Wagnera, Jewgienij Prigożyn, umacniał swoją pozycję centralnej postaci w prowojennej społeczności ultranacjonalistycznej, prawdopodobnie w dążeniu do własnych celów politycznych. Tymczasem źródła rosyjskie donosiły, że siły ukraińskie kontynuowały kontrofensywę na kierunkach Swatowego i Kreminnej oraz atakowały wojska rosyjskie i węzły logistyczne na południu Ukrainy. Rosjanie kontynuowali ataki w pobliżu Bachmutu i Awdijiwki oraz w zachodnim obwodzie donieckim.
OSW poinformował, że po wielu tygodniach walk Rosjanie wyparli siły ukraińskie z części pozycji w obwodzie donieckim oraz zajęli trzy mniejsze miejscowości w pobliżu Awdijiwki, Gorłówki i Wuhłedaru. Ukraińcy odpierali ataki na północny wschód i południe od Bachmutu, na północ od Awdijiwki, na zachód od Doniecka oraz w zachodniej części obwodu, w rejonie Wełykiej Nowosiłki. Niepowodzeniem zakończyło się rosyjski atak w obwodzie ługańskim. Na kierunkach Swatowego i Kreminnej ofensywę prowadziły siły ukraińskie. Rosjanie kontynuowali ostrzał pozycji ukraińskich wzdłuż linii frontu i terenów graniczących z Rosją. Celem było m.in. zajęte przez Ukraińców lotnisko Czornobajiwka. Z kolei ukraińskie artyleria i lotnictwo atakowały rosyjskie pozycje i zaplecze w głównych rejonach walk.

### 17 listopada

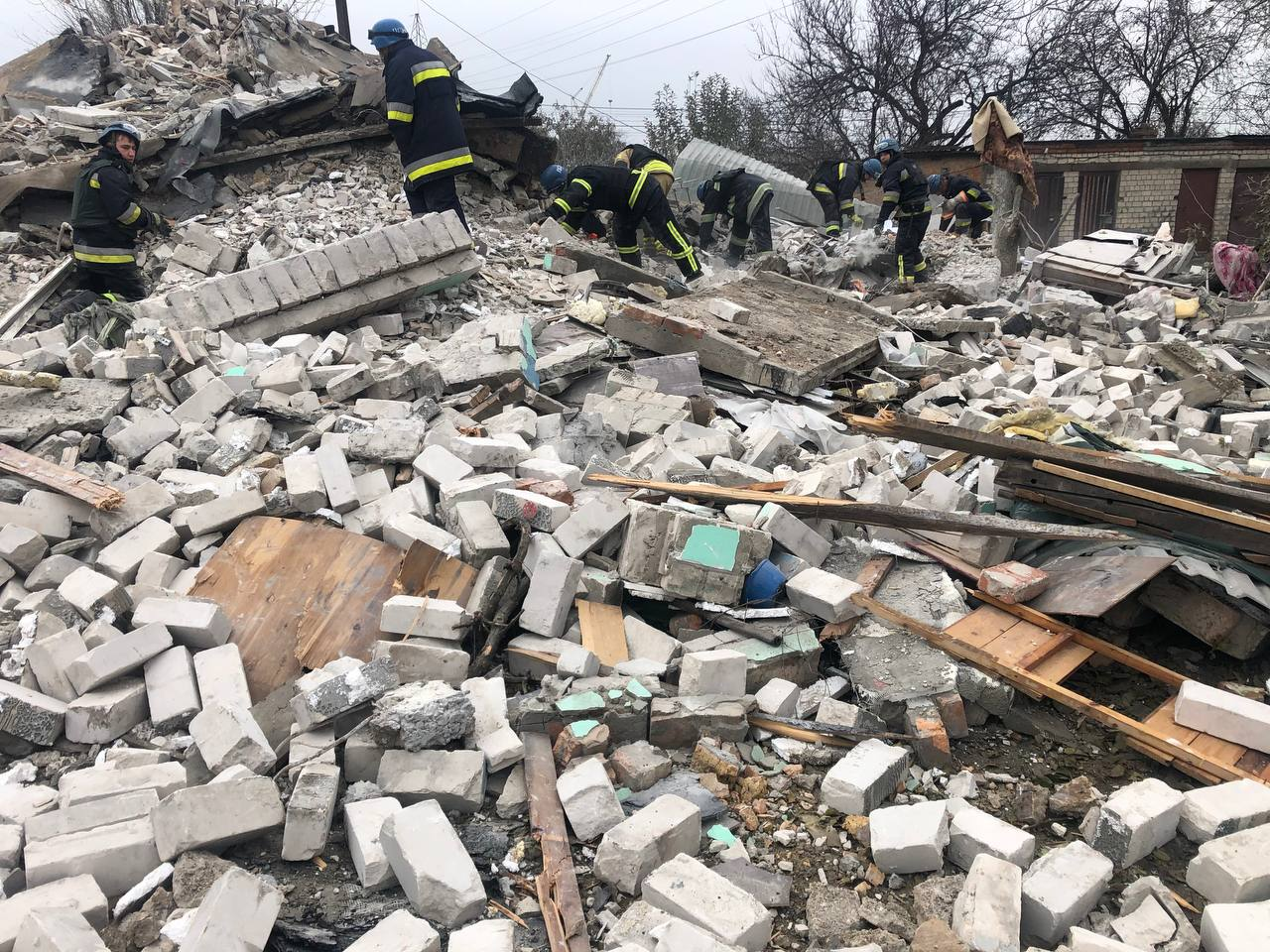
Dom w Wilnianśku po uderzeniu rosyjskiej rakiety; 4 osoby zginęły.

SG Ukrainy oświadczył, że odparto ataki m.in. w okolicy Nowoseliwskego i Stelmachiwki w obwodzie ługańskim oraz Biłohoriwki, Wierchniokamjańskiego, Spirnego, Opytnego, Perwomajskego, Wodiane i Nowomychajliwki w obwodzie donieckim. W ciągu doby Rosjanie przeprowadzili 27 uderzeń rakietowych, pięć nalotów i ok. 50 ostrzałów z systemów rakietowych, atakując pozycje ukraińskie i miejscowości wzdłuż linii frontu, w tym Bałakliję, Izium, Wilnianśk, Dniepr i Nikopol, Oczaków i Odessę; w całym kraju obowiązywał alarm lotniczy. Artyleria ukraińska zniszczyła cztery punkty kontrolne, 22 miejsca koncentracji wojsk i sześć magazynów broni. Ukraińskie dowództwo operacyjne Południe podało, że siły rosyjskie ostrzeliwały z systemów rakietowych, moździerzy i artylerii miejscowości na prawym brzegu Dniepru, tj. Czornobajiwkę, Antoniwkę i Chersoń. Wieczorem Ukraina poinformowała o rosyjskich atakach na kilka miast. W rezultacie, według ukraińskiego rządu, 10 milionów Ukraińców zostało dotkniętych brakiem prądu. Rzecznik Dmitrij Pieskow bronił rosyjskich ataków rakietowych na infrastrukturę krytyczną na Ukrainie, twierdząc, że rosyjskie wojsko atakowało jedynie obiekty „bezpośrednio lub pośrednio powiązane” z ukraińskim wojskiem. Ponadto Rosja wystrzeliła na Ukrainę pociski manewrujące Ch-55 z symulowaną głowicą jądrową. 
Generał Ołeksij Hromow potwierdził, że w wyniku dotarcia armii ukraińskiej do brzegu Dniepru, ma ona możliwość sprawowania kontroli nad obszarem w okolicy Krymu. Dodał, że Ukraińcy „robią wszystko, co możliwe, aby razić przeciwnika w maksymalnym zasięgu naszego uzbrojenia”. Stwierdził także, że Rosjanie po wycofaniu się z prawego brzegu Dniepru mogą rozpocząć atak z Białorusi na obwody czernihowski i sumski, ponieważ przerzucali swoje oddziały na niektóre kierunki.
Po atakach rakietowych do 17 listopada ponad 10 milionów ludzi było pozbawionych prądu, ale dzień później ukraińscy urzędnicy poinformowali, że elektryczność została już przywrócona na „prawie 100%” Ukrainy.
Umowa zbożowa na eksport zboża przez Morze Czarne, która wygasłaby bez przedłużenia ze względu na 120-dniowe przedawnienie, została przedłużona o kolejne cztery miesiące. Weszła w życie 18 listopada tegoż roku bez zmian w traktacie.
Brytyjskie Ministerstwo Obrony podało, że Rosja po wycofaniu wojsk na zachód od Dniepru traktowała priorytetowo uzupełnienia, reorganizację i przygotowanie obrony w większości zajętych obszarów na Ukrainie. Zbudowano m.in. nowe systemy okopów w pobliżu granicy z Krymem oraz w pobliżu rzeki Doniec między obwodami donieckim i ługańskim. Niektóre linie obrony znajdowały się nawet 60 km za linią frontu. W ocenie ISW Ukraińcy mogą przeszkodzić siłom rosyjskim w tworzeniu i utrzymaniu nowych linii obrony na brzegu Dniepru. Przez wschodnią część obwodu chersońskiego biegną ważne trasy komunikacyjne (Nowa Kachowka–Armiańsk, Kachowka–Geniczesk oraz trasa prowadząca do Melitopola, Berdiańska i Mariupola), a zdjęcia satelitarne ujawniły, że Rosjanie tworzyli pozycje obronne wzdłuż niektórych z nich. Natomiast według doniesień miejsca koncentracji i zasoby wojskowe przy tych drogach stały się już celem ataków ukraińskich. Tymczasem źródła rosyjskie donosiły, że Ukraińcy kontynuowali kontrofensywę wzdłuż linii Swatowe–Kreminna oraz atakowali wojska rosyjskie w obwodzie chersońskim oraz na tyłach obwodu zaporoskiego. Siły rosyjskie kontynuowały ataki wokół Bachmutu, Awdijiwki i na południowy zachód od Doniecka.

### 18 listopada
Ukraińskie wojsko i rosyjscy blogerzy wojenni podali, że ciężkie walki miały miejsce w pobliżu Awdijiwki i wsi Wodiane, Krasnohoriwki i Marjinki, będących pod kontrolą sił ukraińskich. Według ISW rosyjskie dowództwo sił zbrojnych przeniosło na północ od Doniecka wojska rosyjskie, które zostały wycofane z obwodu chersońskiego na zachód od Dniepru. Kolejne ciężkie walki toczyły się wokół miasta Bachmut. Według Sztabu Rosjanie koncentrowali się na powstrzymywaniu SZ Ukrainy. Siły ukraińskie odparły ataki na miejscowości Biłohoriwkę, Kliszcziwkę, Perwomajske, Wodiane i Nowomychajliwkę w obwodzie donieckim. W ciągu 24h siły rosyjskie przeprowadziły 10 ataków rakietowych, 10 nalotów i 42 ostrzały, atakując infrastrukturę krytyczną i cywilną. Ukraińskie lotnictwo dokonało siedem nalotów na miejsca koncentracji wojsk, z kolei artyleria ostrzelała 12 miejsc koncentracji i stanowiska przeciwlotnicze. Potwierdzono również, że w ataku na wojska rosyjskie w Michajłówce w rejonie skadowskim zginęło ok. 40 żołnierzy, a 70 zostało rannych, których przewieziono do szpitali na Krymie. Dowództwo operacyjne Południe przekazało, że na Mierzei Kinburnskiej „punkt bazowy został zniszczony”, w tym siedem rosyjskich czołgów i dwa pojazdy opancerzone. W Czapłynce zniszczono magazyn amunicji. Sztab podał także, w dniach 10–16 listopada do szpitali w okupowanej Gorłówce, trafiło ok. 500 rannych żołnierzy, z czego większość to zmobilizowani. Prezydent Zełenski podał, że w ciągu ostatniej doby odparto ok. 100 rosyjskich ataków w obwodzie donieckim.
Według ukraińskiego premiera Denysa Szmyhala połowa ukraińskiej infrastruktury energetycznej została uszkodzona lub zniszczona w wyniku trwającego bombardowania. Według ukraińskich danych ok. 30% terytorium Ukrainy zostało zaminowane w wyniku rosyjskiej agresji. Obszar i liczba min przeciwpiechotnych na terytorium kraju wzrosła dziesięciokrotnie w porównaniu do stanu sprzed wojny.
Brytyjskie MON podało, że w związku z wojną na Ukrainie wzrosły wydatki na zbrojenia w FR, które w 2023 roku mają być o ponad 40% wyższe, niż zakładano. W coraz większym stopniu były one finansowane poprzez emisję długu. W wyniku tego Rosja 16 listopada br. przeprowadziła „największą w historii emisję długu w ciągu jednego dnia, pozyskując 820 mld rubli (13,6 mld dolarów)”. Według ISW Rosja, mimo zapewnień, w dalszym ciągu rekrutuje nowych żołnierzy oraz planuje drugą falę mobilizacji, co prawdopodobnie przyczyni się do jeszcze słabszego wyszkolenia kolejnych zmobilizowanych. MAEA ogłosiła, że nie uznaje nielegalnego zajęcia Zaporoskiej Elektrowni Jądrowej przez Rosjan ani nielegalnej aneksji innych zajętych terytoriów ukraińskich. Tymczasem siły rosyjskie wzmocniły tylne obszary w obwodzie ługańskim i próbowały odzyskać utracone pozycje oraz kontynuowały ataki w pobliżu Bachmutu i Awdijiwki oraz w zachodnim obwodzie donieckim. Wojska ukraińskie kontynuowały kontrofensywę wzdłuż linii Swatowe–Kreminna. Ponadto urzędnicy rosyjscy i siły okupacyjne kontynuowały intensyfikację działań filtracyjnych na zajętych terenach oraz podważanie ukraińskiej tożsamości narodowej.
OSW poinformowało, że Ukraińcy skupiali się na obronie pozycji w Donbasie. Odparto rosyjskie ataki w rejonie Bachmutu, na wschód od Siewierska i na zachód od Doniecka. Rosjanie zintensyfikowali ataki na granicy obwodów ługańskiego i charkowskiego, na północny wschód od Swatowego. Siły ukraińskie podejmowały próby ataku w kierunku Kreminnej. Wycofane z obwodu chersońskiego wojsko rosyjskie było kierowane jako wzmocnienie jednostek w obwodzie donieckim, natomiast ukraińskie do obwodu charkowskiego, ługańskiego i zaporoskiego. Rosyjska artyleria kontynuowała ostrzał pozycji ukraińskich wzdłuż linii frontu i obwodów graniczących z FR. Rosyjski ostrzał niszczył infrastrukturę Nikopola i okolicznych miejscowości. Ukraińskie artyleria i lotnictwo atakowały w głównych rejonach walk i zaplecze rosyjskie w obwodzie zaporoskim. SG Ukrainy poinformował o uszkodzeniu mostu kolejowego w Czernihiwce i o zniszczeniu kwatery głównej jednego z oddziałów w Melitopolu.

### 19 listopada

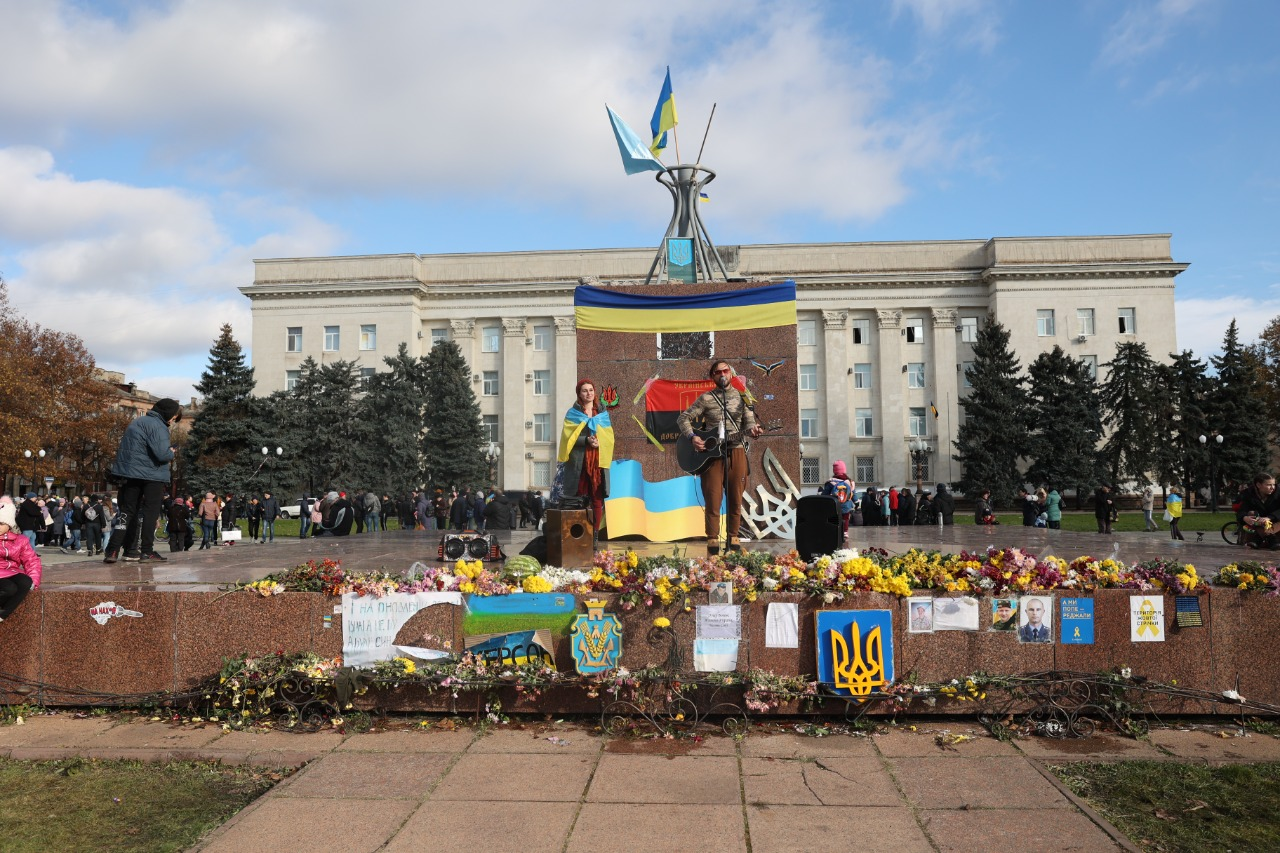
Chersoń po wyzwoleniu spod okupacji rosyjskiej. Cokół pomnika Lenina przed budynkiem administracji regionalnej.

SG poinformował, że siły rosyjskie koncentrowały się powstrzymywaniu ataków ukraińskich i budowie linii obronnych, prowadząc jednocześnie ofensywy w rejonie Bachmutu i Awdijiwki. Siły ukraińskie odparły ataki m.in. w pobliżu Biłohoriwki oraz Spirnego, Jakowlewki, Bachmutskego, Bachmutu, Opytnego i Kliszcziwki w obwodzie donieckim. Rosjanie przeprowadzili cztery ataki rakietowe, jeden nalot i 59 ostrzałów, atakując m.in. infrastrukturę cywilną w Świętogórsku i Kramatorsku za pomocą rakiet. Pod ciężkim ostrzałem (z artylerii i moździerzy) znalazły się miejscowości na prawym brzegu Dniepru, w tym: Myłowe, Krasny Majak, Berysław, Antonowka, Biłozerka, Mykolajiwka, Odradokamenka, Czornobajiwka i Chersoń. Potwierdzono również, że w atakach na rosyjskie wojska w Wasylówce, Nowobogdanówce, Michajłówce i Komysz-Zorii 160 żołnierzy zostało rannych oraz zniszczono 10 jednostek sprzętu i magazyn amunicji. Ostrzelano także infrastrukturę krytyczną w Zaporożu, w wyniku czego 123 budynki (ok. 20 tys. osób) zostało pozbawionych ogrzewania; jedna osoba zginęła.
Według oficera Andrija Illienki (z batalionu Swoboda) sytuacja pod Bachmutem była bardzo trudna, a „rosyjskie szturmy (...) trwały przez całą dobę, wróg nieustannie atakuje w dzień i w nocy. Może się zdarzyć, że walki są przerywane na godzinę czy dwie, po czym znowu dochodzi do ataków rosyjskiej piechoty. Dowództwo wysyła przeciwko ukraińskim pozycjom niedawno zmobilizowanych żołnierzy i więźniów. Cały teren walk został dosłownie usłany ciałami martwych żołnierzy agresora”. Z kolei szef kancelarii prezydenta Ukrainy Andrij Jermak, stwierdził, że linia frontu na Ukrainie wynosi 3,7 tys. km, więc „jest to największy konflikt zbrojny w Europie od czasów II wojny światowej”.
Premier Wielkiej Brytanii Rishi Sunak odwiedził Kijów i stwierdził, że potrzeba zmniejszyć wpływ Rosji i jej prezydenta Putina na gospodarkę światową. The Washington Post poinformował, że rządy Rosji i Iranu osiągnęły na początku listopada porozumienie w sprawie produkcji dronów Shahed na terenie Rosji. Armia rosyjska wykorzystywała drony m.in. do ataków na ukraińską infrastrukturę energetyczną. Dzięki własnej produkcji Rosja mogłaby zwiększyć ilość ataków. W ocenie ISW siły rosyjskie zaczęły wzmacniać swoje pozycje w zajętych obwodach ługańskim, donieckim i zaporoskim personelem z obwodu chersońskiego i zmobilizowanymi żołnierzami. Siły ukraińskie kontynuowały kontrofensywę na linii Swatowe–Kreminna. Z kolei Rosjanie  kontynuowali ataki wokół Bachmutu, Awdijiwki i na zachód od Doniecka, pomimo doniesień o wysokich stratach wokół Bachmutu. Kontynuowali także wysiłki mające na celu umocnienie obszarów wokół linii komunikacyjnych na południu Ukrainy, walcząc jednocześnie z częściową utratą możliwości wykorzystania mostu przez Cieśninę Kerczeńską. Władze rosyjskie pracowały nad ustanowieniem kontroli nad przestrzenią informacyjną na zajętych terenach i identyfikacją ukraińskich partyzantów. Ponadto podano, że liczba rosyjskich więźniów spadła o ok. 6,5% od stycznia 2022 roku, prawdopodobnie z powodu intensywnej rekrutacji przez Grupę Wagnera.

### 20 listopada
Sztab Ukrainy podał, że wojsko rosyjskie kontynuowało ataki na kierunku Bachmutu i Awdijiwki. Siły ukraińskie odparły ataki w okolicy Bachmutu, Biłohoriwki, Kurdyumówki, Marjinki, Nowomychajliwki, Pierwomajskiego, Pidhorodnego, Spirnego, Stelmachówki i Jakowlewki w obwodzie donieckim. W ciągu 24h Rosjanie przeprowadzili dwa ataki rakietowe i ponad 60 ostrzałów z wyrzutni rakietowych, atakując infrastrukturę cywilną m.in. w Kupiańsku. Pod ostrzałem z artylerii, moździerzy i systemów S-300 znalazły się również Bachmut, Awdijiwka, Wuhłedar, Kramatorsk, Świętogórsk, Kurachowe oraz kilka mniejszych miejscowości. Lotnictwo ukraińskie przeprowadziło sześć nalotów na trzy miejsca koncentracji wojsk i trzy stanowiska przeciwlotnicze, z kolei artyleria uderzyła w dwa punkty kontrolne, magazyn amunicji oraz pięć miejsc koncentracji żołnierzy i sprzętu. Prezydent Wołodymyr Zełenski podał, że najcięższe walki toczyły się w rejonie Doniecka, natomiast w obwodzie ługańskim siły ukraińskie zrobiły niewielkie postępy. Zmalała również intensywność rosyjskiego ostrzału z powodu pogorszenia pogody. Według rządu ukraińskiego od lutego Rosja wystrzeliła ok. 4700 rakiet na cele na Ukrainie. Z kolei ukraińska Prokuratura Generalna podała, że od lutego potwierdzono śmierć ponad 8300 cywilów; ponad 11 tys. zostało rannych.
MAEA ogłosiła, że w zajętej przez Rosję Zaporoskiej Elektrowni Jądrowej doszło do eksplozji. Eksperci MAEA poinformowali o dziesiątkach trafień na terenie i w pobliżu obiektu. Kierownictwo elektrowni zgłosiło uszkodzenia niektórych budynków, systemów i urządzeń, lecz bezpieczeństwo jądrowe nie zostało naruszone. Ukraiński dostawca energii Energoatom donosił o co najmniej 12 trafieniach w infrastrukturę elektrowni. Uszkodzone urządzenia wskazywały, że napastnicy wyłączyli infrastrukturę niezbędną do ponownego uruchomienia reaktora 5 i 6, a tym samym przywrócenia produkcji energii na Ukrainie. Dyrektor generalny Rafael Grossi stwierdził, że to „igranie z ogniem”. Według Energoatomu doszło do uszkodzenia infrastruktury na terenie elektrowni, w tym systemów łączności i systemów generatorów Diesla. Trafienia zostały również zarejestrowane w podstacji.
W ocenie brytyjskiego Ministerstwa Obrony w ciągu ostatnich siedmiu dni w obszarze wokół Swatowego trwała intensywna wymiana artyleryjska między siłami ukraińskimi i rosyjskimi. Podobnie jak na innych odcinkach frontu, Rosjanie priorytetowo traktowali budowę linii obronnych, które częściowo były obsadzone przez słabo wyszkolonych rezerwistów. Południowo-zachodnia linia frontu była łatwiejsza do obrony wzdłuż brzegu Dniepru, więc obszar Swatowego był prawdopodobnie najbardziej narażoną flanką Rosjan. Według ISW ukraiński Główny Zarząd Wywiadu Wojskowego poinformował, że służby specjalne Rosji planowały ataki pod fałszywą flagą na białoruskie obiekty infrastruktury krytycznej, aby wywrzeć nacisk na białoruskie wojsko, aby przystąpiło do wojny. Ukraiński SG dodał, że ukraińscy urzędnicy nie zaobserwowali powstawania grup szturmowych na Białorusi. Źródła rosyjskie i ukraińskie donosiły o walkach wzdłuż linii Swatowe–Kreminna. Ukraiński wojskowy Serhij Czerewatyj podał, że od rozpoczęcia wschodniej kontrofensywy wyzwolono 12 osad w obwodzie ługańskim. Z kolei siły rosyjskie kontynuowały ataki na kierunkach Bachmutu, Awdijiwki i zachodniego Doniecka. Rosyjskie Ministerstwo Obrony stwierdziło, że zaatakowano wojska ukraińskie w rejonie miejscowości Nowoseliwśke. Wcześniej podano, że odpierano ataki ukraińskie na osadę, co mogło wskazywać, że siły ukraińskie zbliżały się do niej. Ponadto ukraińscy urzędnicy poinformowali, że siły rosyjskie nadal przerzucały część sił ze wschodniego brzegu Dniepru na inne kierunki, jednak utrzymywały znaczne wojska w południowym obwodzie chersońskim.

### 21 listopada
Według SG Ukrainy Rosjanie koncentrowali się na powstrzymywaniu działań ukraińskich SZ, tworzeniu linii obronnych i atakowaniu na kierunku Bachmutu i Awdijiwki. Siły ukraińskie odparły ataki m.in. w okolicy Stelmachówki, Spirnego, Biłohoriwki, Sołedaru, Kamjanki, Opytnego, Wesełego, Krasnohoriwki, Marjinki i Nowomychajliwki w obwodzie donieckim. W ciągu doby wojska rosyjskie przeprowadziły siedem ataków rakietowych, 9 nalotów i ponad 50 ostrzałów, atakując pozycje ukraińskie i miejscowości na linii frontu oraz infrastrukturę krytyczną i cywilną (Komyszuwacha i Nowotrojićke). Ukraińskie lotnictwo zniszczyło miejsce koncentracji wojska, a artyleria zaatakowała punkt kontrolny, magazyn paliwa, obszar koncentracji żołnierzy i sprzętu oraz stację walki radioelektronicznej. W ciągu ostatniej doby w wyniku rosyjskich ostrzałów zginęło na Ukrainie osiem osób, a 16 zostało rannych.
Zgromadzenie NATO wezwało do utworzenia specjalnego Międzynarodowego Trybunału ds. agresji Rosji i uznało ją za państwo terrorystyczne. W opinii ISW dwa dni ostrzału na elektrownię w Zaporożu spowodowały rozległe zniszczenia. Ukraiński urzędnik przyznał, że siły ukraińskie prowadziły operację na półwyspie Kinburnskim, co pozwoliłoby wojsku na prowadzenie operacji we wschodnim obwodzie chersońskim. Tymczasem Ukraińcy kontynuowali kontrofensywę na wschodzie Ukrainy w warunkach pogarszających się warunków pogodowych oraz uderzyli na zgrupowanie Rosjan na południu kraju. Z kolei siły rosyjskie kontynuowały ataki w pobliżu Bachmutu i Awdijiwki oraz kontynuowały działania obronne w obwodzie chersońskim na południe od Dniepru.
OSW podał, że siły rosyjskie kontynuowału ataki na pozycje ukraińskie w Donbasie. Najcięższe walki trwały na południowych i wschodnich obrzeżach Bachmutu, na północny wschód od miasta i na zachód od drogi Bachmut–Gorłówka. Rosjanie bezskutecznie atakowali na wschód od Siewierska oraz na zachód od Doniecka. Do ataków dochodziło na granict obwodów charkowskiego i ługańskiego. Siły ukraińskie kontratakowały w zachodniej części obwodu donieckiego i podejmowały próby przełamania pozycji rosyjskich na wschód od Kupiańska i na północny zachód od Kreminnej. Rosyjskie artyleria i lotnictwo atakowały pozycje ukraińskie wzdłuż linii frontu oraz w obszarach przygranicznych. Pod silnym ostrzałem znalazł się Chersoń, Antoniwka i Czornobajiwka. Obie strony ostrzeliwały swoje pozycje na południe od Mikołajowa. Ukraińcy ostrzeliwali i bombardowali pozycje rosyjskie w głównych rejonach walk.

### 22 listopada
Sztab Ukrainy poinformował, że wojsko rosyjskie atakowało w rejonie Bachmutu i Awdijiwki. Ukraińcy odparli szturmy m.in. okolicy Biłohoriwki, Spirnego, Berestowego, Kurdiumiwki, Nowobakhmutiwki, Krasnohoriwki, Perwomajskiego, Marjinki i Nowomychajliwki w obwodzie donieckim. W ciągu 24h Rosjanie przeprowadzili pięć ataków rakietowych na zaludnione obszary obwodów charkowskiego i donieckiego oraz 45 ostrzałów na pozycje ukraińskie i miejscowości wzdłuż linii frontu. Lotnictwo ukraińskie dokonało trzy naloty na miejsca koncentracji wojsk rosyjskich, z kolei artyleria zniszczyła punkt kontrolny. Potwierdzono także, że dzień wcześniej zniszczono system S-300 i pięć szt. sprzętu w okolicy Połohy. Sztab podał także, że Rosjanie umacniali pozycje obronne wzdłuż drogi Kachowka–Melitopol. 
Według ISW Rosja może dokonać prowokacji na swoim terytorium, organizując atak w obwodzie biełgorodzkim w celu oskarżenia sił ukraińskich. Według ukraińskiego ministra obrony Ołeksija Reznikowa wojsko rosyjskie uszczupliło swój arsenał precyzyjnych pocisków, jednak nadal było w stanie zagrozić ukraińskiej infrastrukturze. Z kolei ruch sił rosyjskich sugerował, że Rosja wzmacniała swoje pozycje we wschodnim Zaporożu i zachodnim obwodzie donieckim. Tymczasem źródła rosyjskie twierdziły, że siły ukraińskie kontynuowały kontrofensywę wzdłuż linii Swatowe–Kreminna, natomiast Rosjanie kontynuowali ofensywy wokół Bachmutu i Awdijiwki.

### 23 listopada
Ukraiński Sztab poinformował, że Rosjanie atakowali w rejonie Bachmutu i Awdijiwki. Siły ukraińskie odparły ataki w pobliżu Andrijiwki, Bachmutu, Kliszcziwki, Krasnohoriwki, Marjinki, Ozarjanówki, Opytnego i Jakowlewki w obwodzie donieckim. Armia rosyjskie w ciągu doby przeprowadziła łącznie 78 ataków rakietowych, 23 naloty i ponad 70 ostrzałów z systemów rakietowych, atakując pozycje ukraińskie i obszary zaludnione. Ukraińskie lotnictwo zaatakowało sześć miejsc koncentracji żołnierzy i sprzętu oraz dwa stanowiska przeciwlotnicze, z kolei artyleria zniszczyła cztery miejsca koncentracji wojsk i obronę przeciwlotniczą.
Rosyjskie wojsko wystrzeliło z samolotów i okrętów Floty Czarnomorskiej od 65 do 70 pocisków (Ch-101 i Ch-555) oraz 10 dronów bojowych na miejscowości i infrastrukturę energetyczną w obwodach kijowskim, winnickim, lwowskim, kirowohradzki, zaporoski, charkowskim i donieckim; 30 rakiet zostało wystrzelonych na Kijów. Według armii ukraińskiej 51 rakiet i pięć dronów kamikadze zostało zestrzelonych przez obronę przeciwlotniczą. W wyniku ataku 10 osób zginęło, a ok. 50 zostało rannych. Ostrzał spowodował przerwy w dostawie prądu w dużej części kraju. Energoatom poinformował, że w związku z masowymi przerwami prądu uruchomiono awaryjne systemy w trzech elektrowniach jądrowych: Rówieńskiej, Południowoukraińskiej i Chmielnickiej, w rezultacie czego wszystkie reaktory zostały automatycznie odłączone od sieci energetycznej. Według Energoatomu poziomy promieniowania w obiektach i ich otoczeniu pozostały niezmienione. Gdy tylko sieć energetyczna powróci do normy, trzy elektrownie jądrowe zostaną ponownie uruchomione. W związku z atakiem znaczna część Mołdawii również odnotowała przerwy w dostawie prądu z powodu awarii sieci energetycznej na Ukrainie. Wicepremier Andrei Spînu poinformował o „potężnych awariach zasilania w całym kraju”.
Parlament Europejski przyjął rezolucję ogłaszającą Rosję „państwowym sponsorem terroryzmu” za sposób, w jaki systematycznie atakowała ludność cywilną i popełniała zbrodnie wojenne na Ukrainie. Nie jest ona prawnie wiążąca i tym samym nie ma bezpośrednich konsekwencji dla państw członkowskich UE. Za rezolucją głosowało 494 posłów, 58 było przeciw, a 44 wstrzymało się od głosu.
Brytyjskie Ministerstwo Obrony podało, że w ciągu ostatnich dwóch tygodni Rosja przerzuciła cześć swoich sił powietrznodesantowych z obwodu chersońskiego na front w obwodzie donieckim i ługańskim. Ich zadaniem było prawdopodobnie wsparcie obrony okolic Swatowego i Kreminnej oraz wzmocnienie działań ofensywnych w kierunku Bachmutu. W opinii ISW rosyjskie władze kontynuowały realizację swoich maksymalistycznych celów dotyczących przejęcia kontroli nad Ukrainą, lecz prawdopodobnie częściowo je maskując w celu wprowadzenia w błąd krajów zachodnich, aby zmusiły Ukrainę do negocjacji. Tymczasem źródła rosyjskie donosiły, że siły ukraińskie kontynuowały kontrofensywę na kierunkach Kreminnej i Swatowego, z kolei Rosjanie kontynuowali operacje wokół Bachmutu i Awdijiwki oraz działania obronne na wschodnim brzegu Dniepru w obwodzie chersońskim. Ponadto siły rosyjskie i władze okupacyjne nadal przymusowo przesiedlały mieszkańców i konfiskowały ich własność.

### 24 listopada

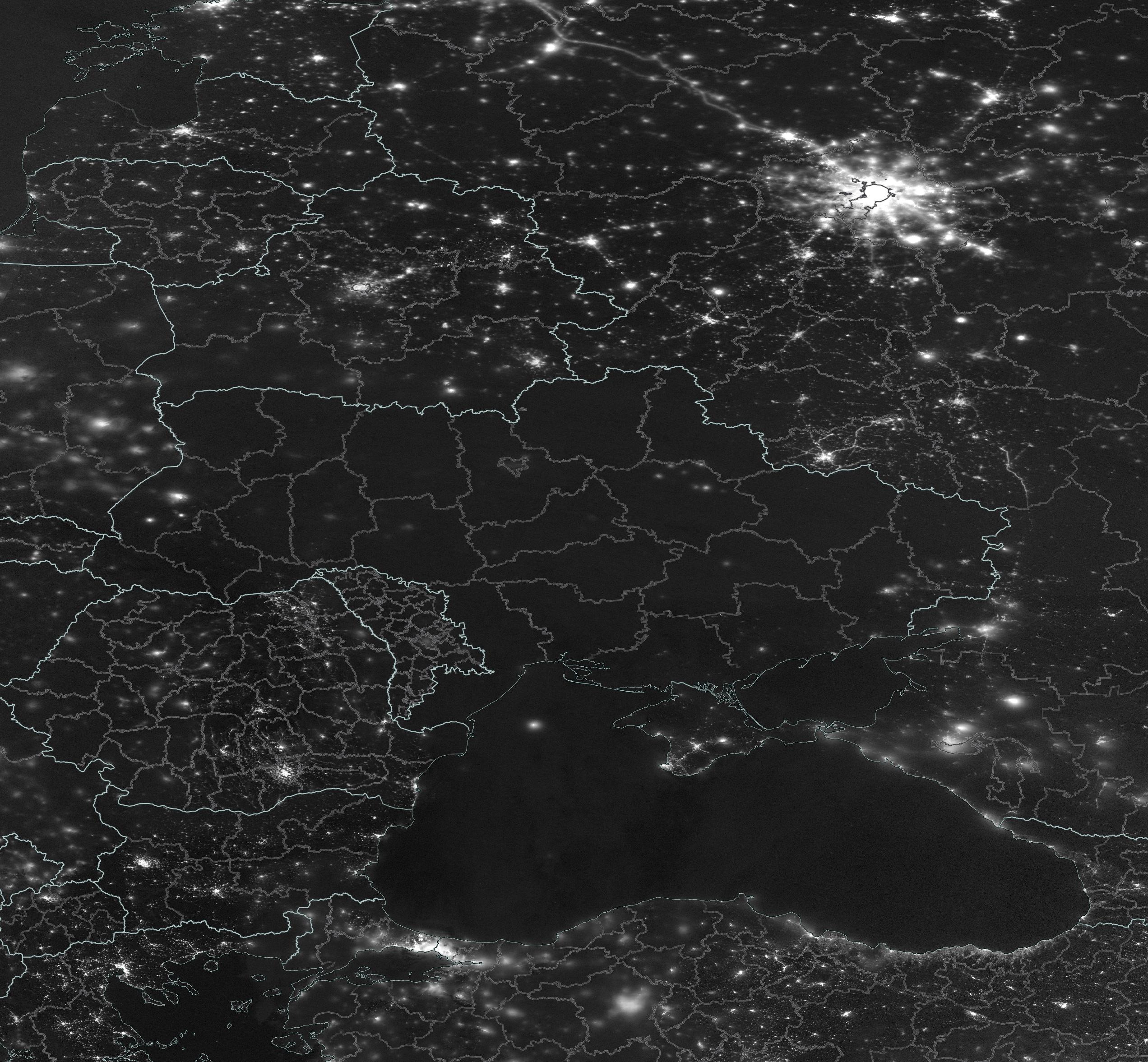
Ogólnokrajowe zaciemnienie Ukrainy po masowych atakach rakietowych na sieć elektryczną dzień wcześniej.

SG Ukrainy poinformował, że armia rosyjskie w dalszym ciągu prowadziła ofensywy w rejonie Bachmutu i Awdijiwki. Siły ukraińskie odparły ataki w okolicach Stelmachiwki i Dibrowej w obwodzie ługańskim oraz Biłohoriwki, Jakowlewka, Bachmutskego, Opytnegp, Pierwomajskiego, Krasnohoriwki, Marjinki i Nowomachy w obwodzie donieckim. W ciągu doby Rosjanie przeprowadzili sześć ataków rakietowych, 14 nalotów i 59 ostrzałów, atakując pozycje ukraińskie i zaludnione obszary. Pod ostrzałem z artylerii i wyrzutni Grad znalazły się m.in. Zaporoże i Chersoń, gdzie w wyniku ataku zginęło 7 osób, a 21 zostało rannych. Lotnictwo ukraińskie wykonało 9 ataków na miejsca koncentracji wojsk oraz trzy stanowiska przeciwlotnicze, z kolei artyleria zniszczyła punkt kontrolny i pięć miejsc koncentracji żołnierzy i sprzętu. Ponadto na terenie obwodu chersońskiego znaleziono dziewięć sal tortur i 432 ciała zamordowanych obywateli ukraińskich. Według danych Międzynarodowej Komisji ds. Osób Zaginionych, do listopada 2022 roku na Ukrainie zaginęło ponad 15 tys. osób.
Stany Zjednoczone zapowiedziały 26. pakiet pomocy wojskowej dla Ukrainy o wartości 400 milionów dolarów, który obejmie m.in. amunicję do obrony powietrznej NASAMS i artylerii M142 HIMARS, 10 tys. pocisków moździerzowych, rakiety antyradiacyjne AGM-88 HARM i 250 pojazdów wojskowych. Magazyn ekonomiczny Forbes podał, że Rosja wydała na wojnę na Ukrainie ok. 82 mld dolarów, czyli ok. ¼ dochodów budżetu z 2021 roku. Przychody ze sprzedaży surowców energetycznych spadły z powodu sankcji, a wojna dla Rosji stawała się coraz droższa. Według wyliczeń kosztowała ona Moskwę co najmniej 9 mld dolarów miesięcznie. Wydatki wzrosły m.in. w wyniku wzrostu liczby żołnierzy po „częściowej” mobilizacji, jednak największe wydatki generowała technika wojskowa i technologia. Ministerstwo Obrony Wielkiej Brytanii poinformowało, że duża liczba rezerwistów wysłanych na Ukrainę zmarła, ponieważ wielu rezerwistów wcielono do armii pomimo ograniczeń zdrowotnych, w tym przewlekłych chorób oraz bez odpowiedniego wyszkolenia i wyposażenia.

### 25 listopada
Według SG Ukrainy Rosjanie koncentrowali się na atakach wokół Bachmutu i Awdijiwki oraz przegrupowywali się w celu wzmocnienia grup na kierunkach Łymanu, Awdijiwki i Nowopawliwki. Ukraińcy odparli ataki m.in. w pobliżu Jakowlewki, Sołedaru, Bachmutskiego, Opytnego, Krasnohoriwki i Newelskego w obwodzie donieckim. Siły rosyjskie przeprowadziły łącznie 11 ataków rakietowych, siedem nalotów i 50 ostrzałów na m.in. Kupiańsk, Czuhujew, Bilenke, Komyszuwachę i Kuszugum. Ukraińskie lotnictwo dokonało 14 ataków na miejsca koncentracji wojsk i cztery stanowiska przeciwlotnicze, natomiast artyleria zaatakowała punkt kontrolny, pięć miejsc koncentracji i dwa stanowiska przeciwlotnicze. Sztab potwierdził również, że w Melitopolu zniszczono skład amunicji (50 osób zostało rannych), z kolei w rejonie wasylowskim 130 żołnierzy zostało rannych i zniszczono siedem jednostek sprzętu. Po masowych ostrzałach ukraińskich obiektów energetycznych, system energetyczny nadal miał 30% deficyt. Ukraińskie miasta były pozbawione elektryczności od 8 do 20 godzin na dobę.
Według amerykańskich i ukraińskich urzędników ok. ⅓ artylerii dostarczanej z Zachodu jest stale nieczynna na Ukrainie z powodu problemów mechanicznych związanych ze zużyciem. Podobno „Europejskie Dowództwo Pentagonu” posiadało w Polsce bazę remontową, jednak transportowanie tam wszystkiego było problematyczne.
Brytyjskie MON podało, że Rosja usuwała głowice nuklearne ze starzejących się pocisków manewrujących i jako atrapy wystrzeliwała nieuzbrojoną amunicję w kierunku Ukrainy. Według Ministerstwa „taki bierny system będzie powodował pewne zniszczenia wskutek energii kinetycznej i niezużytego paliwa. (...) Rosja miała nadzieję, że takie pociski będą działać jako atrapa, rozpraszająca ukraińską obronę przeciwlotniczą. Niezależnie od intencji Rosji, ta improwizacja podkreślała poziom wyczerpania zapasów pocisków dalekiego zasięgu”. W opinii ISW rosyjskie Ministerstwo Obrony zwiększyło częstotliwość wymiany jeńców w celu uspokojenia niezadowolenia w rosyjskiej przestrzeni informacyjnej. Następnie ukraiński urzędnik potwierdził, że armia ukraińska zabiła irańskich doradców wojskowych na Krymie. Tymczasem siły ukraińskie kontynuowały kontrofensywę w kierunku Kreminny, z kolei Rosjanie przeprowadzili ograniczone kontrataki, aby odzyskać utracone pozycje na północny zachód od Swatowego. Siły rosyjskie prowadziły także ataki w rejonie Bachmutu i Awdijiwki oraz kontynuowały budowę linii obronnych na południe od Dniepru w obwodzie chersońskim i wokół linii komunikacyjnych łączących Krym z południowym obwodem chersońskim. Ponadto rosyjscy urzędnicy kontynuowali deportację mieszkańców Ukrainy i zastępowali ich obywatelami rosyjskimi.
Według OSW najcięższe walki toczyły się w wokół Bachmutu o kontrolę nad miejscowościami na północny wschód i południe od miasta. Rosjanie podejmowali próby przełamania pozycji ukraińskich na wschód od Siewierska, na zachód od Gorłówki, na północ od Awdijiwki oraz na zachód od Doniecka. Obie strony atakowały swoje pozycje w obwodzie ługańskim, przy granicy z obwodem charkowskim na północny wschód od Swatowego oraz na północ i zachód od Kreminnej. Rosyjska artyleria i lotnictwo kontynuowały ataki na pozycje ukraińskie wzdłuż linii frontu oraz w rejonach graniczących z Rosją. Ciężko ostrzeliwany był Chersoń i jego okolice. Siły ukraińskie ostrzeliwały i bombardowały pozycje rosyjskie w głównych rejonach walk.

### 26 listopada

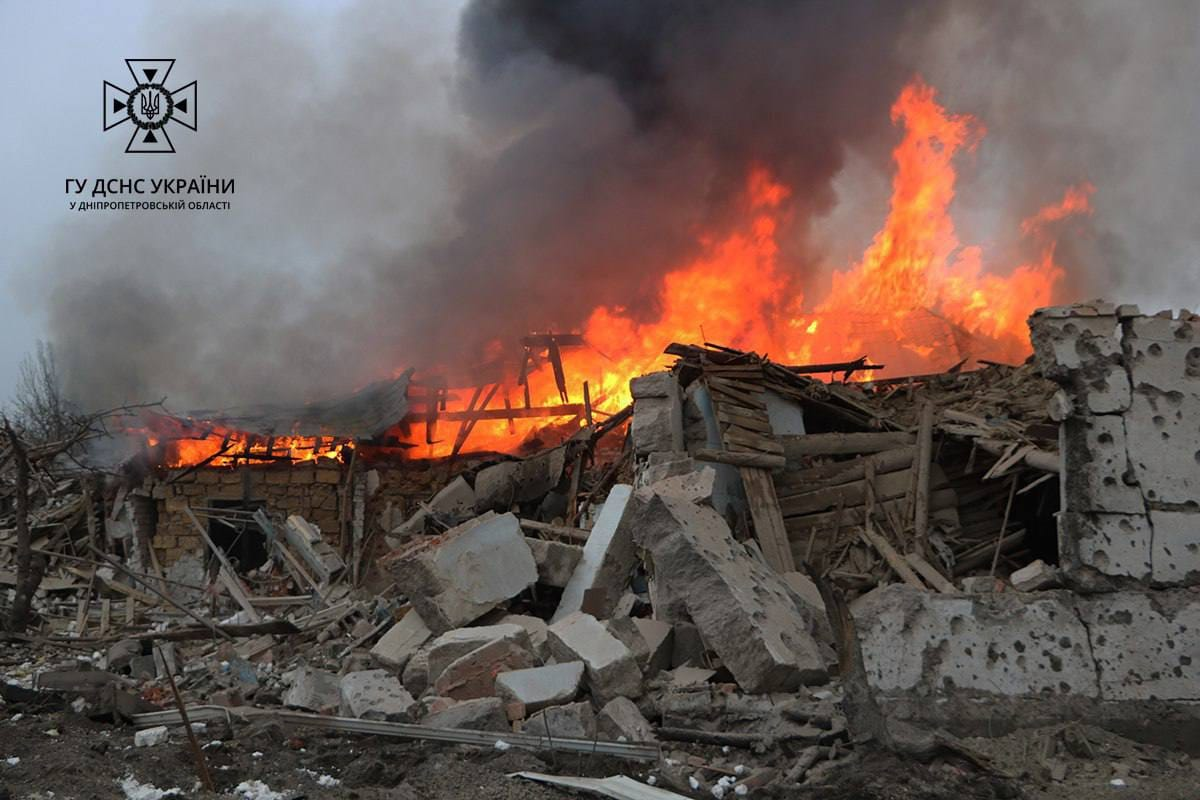
Konsekwencje rosyjskiego ostrzału Dniepru; 10 osób zostało rannych i zniszczono 7 domów prywatnych.

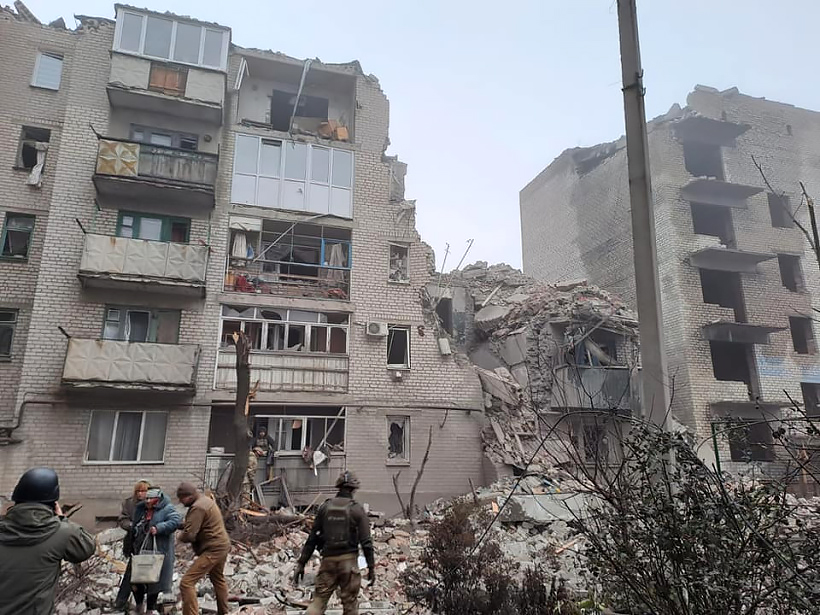
5-piętrowy blok w Czasiw Jar po rosyjskim nalocie; 1 osoba zginęła, a 2 zostały ranne.

SG Ukrainy poinformował, że wojska rosyjskie kontynuowały przegrupowywanie wojsk w celu wzmocnienia jednostek trzech na kierunkach oraz prowadziły ataki na kierunku Bachmutu i Awdijiwki. Siły ukraińskie odparły ataki w okolicy Stelmachiwki oraz Biłohoriwki, Marjinki, Wierchniokamiańskiego i Spirnego w obwodzie donieckim. Rosjanie przeprowadzili dwa ataki rakietowe na Dniepr (13 osób zostało rannych) i 38 ostrzałów z wyrzutni rakiet na ukraińskie pozycje i obiekty cywilne, m.in. w Chersoniu i Kupiańsku. Ostrzelano także szereg miast w obwodzie donieckim. Artyleria ukraińska zniszczyła dwa punkty kontrolne i 11 miejsc koncentracji wojsk. Potwierdzono także, że w wyniku ataku na skoncentrowane siły rosyjskie w Melitopolu, Połohach i Michajłówce 100 żołnierzy zostało rannych oraz zniszczono 10 jednostek sprzętu i dwa magazyny amunicji. Ponadto Sztab stwierdził, że Rosja przygotowywała się do kolejnej potajemnej mobilizacji (w tym na zajętych terenach Ukrainy), która rozpocznie się 10 grudnia 2022 roku.
Niektórzy eksperci wyrazili zaniepokojenie zdolnością NATO do dalszego dostarczania amunicji artyleryjskiej na przedłużającą się wojnę, ponieważ pochłania ją w szybszym tempie niż jest ona produkowana. Innym problemem jest fakt, że amunicja tego samego kalibru produkowana w różnych krajach NATO zwykle nie jest wymienna, co prowadzi do wszelkiego rodzaju problemów z dostarczaniem określonej broni.
Brytyjskie Ministerstwo Obrony podało, że Rosja prawdopodobnie planuje duże natarcie w resztę obwodu donieckiego, lecz nie wiadomo, czy będzie w stanie zebrać wystarczające siły, aby dokonać przełomu operacyjnego. W ciągu ostatnich dwóch w okolicach Pawliwki i Wuhłedaru toczyły się ciężkie walki, choć żadna ze stron nie zrobiła znacznych postępów. W ocenie ISW w ostatnich dniach ogólne tempo działań na froncie spadło w związku z pogarszającymi się warunkami pogodowymi. Działania prawdopodobnie przyspieszą w najbliższych tygodniach, kiedy temperatury spadną, a grunt zamarznie. Tymczasem siły rosyjskie kontynuowały obronę przeciwko kontrofensywie ukraińskiej wzdłuż linii Swatowe–Kreminna. Rosjanie kontynuowali także ataki na kierunkach Bachmutu i Awdijiwki oraz budowali umocnienia we wschodnim obwodzie chersońskim. Ponadto rosyjskie problemy taktyczne, logistyczne i sprzętowe w dalszym ciągu obniżały morale rosyjskich żołnierzy i prowadziły do poszukiwań kozłów ofiarnych.

### 27 listopada
Wojska rosyjskie z powodzeniem posuwały się w pobliże Marjinki. Według SG Ukrainy Rosjanie koncentrowali się na powstrzymywaniu sił ukraińskich, na przerzucie żołnierzy i sprzętu na inne kierunki, jednocześnie prowadząc ataki wokół Bachmutu i Awdijiwki. SZ Ukrainy odparły ataki w pobliżu Jakowlewki, Sołedaru, Bachmutu, Andrijiwki, Nowobachmutiwki, Opytnego, Wodiane, Pierwomajskiego i Nowomychajliwki w obwodzie donieckim. Siły rosyjskie w ciągu doby przeprowadziły cztery ataki rakietowe na obiekty cywilne w Rozumówce w obwodzie zaporoskim i Musiiwce w obwodzie dniepropietrowskim oraz ponad 50 ostrzałów z wyrzutni rakiet na pozycje ukraińskie i miejscowości wzdłuż linii frontu. Ostrzelano również Kurachowe, gdzie zginęły dwie osoby. Artyleria ukraińska zniszczyła cztery miejsca koncentracji żołnierzy i sprzętu. Potwierdzono także, że w Enerhodarze 30 żołnierzy rosyjskich zostało rannych i zniszczono sześć jednostek sprzętu. Kolejne 80 osób zostało rannych w atakach ukraińskich na Połohy i Czernihów. Sztab poinformował również, że część jednostek rosyjskich znajdujących się na Białorusi zostanie wysłana na Ukrainę po „osiągnięciu zdolności bojowych”. Prezydent Wołodymyr Zełenski stwierdził, że Rosja przygotowuje nowe ataki rakietowe na Ukrainę i nie zaprzestaną, dopóki będą mieć rakiety oraz dodał, że „sytuacja na froncie jest bardzo ciężka i najtrudniej jest w obwodzie donieckim”.
Ministerstwo Obrony Wielkiej Brytanii podało, że Chersoń był codziennie ostrzeliwany, ponieważ „pozostawał w zasięgu większości systemów artyleryjskich Rosji, które prowadziły ostrzał ze wschodniego brzegu Dniepru, z tyłów nowo skonsolidowanych linii obronnych” (m.in. 24 listopada br. w wyniku ataków zginęło 10 osób, a trzy dni później odnotowano na tym obszarze ok. 54 ostrzały). Wiele zniszczeń w mieście było rezultatem użycia różnych wyrzutni rakietowych, w szczególności BM-21 Grad. Według ISW Rosjanie zamierzali skoncentrować się na obronie linii komunikacyjnych na południu kraju, w tym z Zaporoża na Krym, ponieważ brali pod uwagę ewentualne sforsowanie Dniepru przez Ukraińców oraz ich kontrofensywę na tym obszarze. W związku z tym siły rosyjskie umacniały swoje pozycje wzdłuż kluczowych dróg na wschodzie obwodu chersońskiego i w rejonie Melitopola. Tymczasem źródła rosyjskie podały, że wojska ukraińskie kontynuowały kontrofensywę w kierunku Swatowego i Kreminnej, z kolei SG Ukrainy poinformował, że Rosjanie prowadzili działania obronne wzdłuż linii Swatowe–Kreminna i ataki na zachód od Kreminny. Kontynuowali także ataki wokół Awdijiwki oraz ostrzały Dniepru, Zaporoża i Krzywego Rogu. Z kolei ukraiński Sztab nie poinformował, że siły ukraińskie odparły jakiekolwiek ataki wokół Bachmutu, co sugerowało, że siły rosyjskie mogły zrobić postępy się w tym rejonie.

### 28 listopada
Armia rosyjska aktywnie atakowała po obu stronach Bachmutu, miasta w bezpośrednim sąsiedztwie frontu po stronie ukraińskiej. Rosjanie próbowali okrążyć miasto, jednak według obserwatorów robią bardzo powolne postępy, więc nie ma bezpośredniego zagrożenia dla miejscowości. Ponadto przy tym tempie Rosjanie mogą nie być w stanie okrążyć miasta. Sztab Ukrainy oświadczył, że wojsko rosyjskie kontynuowało ataki na kierunku Bachmutu i Awdijiwki. Siły ukraińskie odparły ataki w okolicy Nowoseliwskiego i Biłohoriwki w obwodzie ługańskim oraz Serebrianki, Wierchniokamiańskiego, Biłohoriwki, Jakowlewki, Pierwomajskiego, Opytnego, Krasnohoriwki w obwodzie donieckim. W ciągu 24h Rosjanie przeprowadzili 9 ataków rakietowych, 13 nalotów i ponad 50 ostrzałów na pozycje ukraińskie i obszary zaludnione, w tym Dniepr. Lotnictwo ukraińskie dokonało trzy naloty na miejsca koncentracji wojsk. Potwierdzono również, że zaatakowano jedną z dywizji rosyjskich w Swatowem, w wyniku czego zginęło ok. 20 żołnierzy i ponad 30 rannych. Ponadto rosyjskie siły okupacyjne „nacjonalizowały” majątek przedsiębiorstw rolniczych, m.in. w miejscowości Biłokurakyne były wywożone plony i sprzęt z lokalnych firm.
Ministrowie spraw zagranicznych Estonii, Finlandii, Islandii, Łotwy, Litwy, Norwegii i Szwecji przybyli do Kijowa, aby omówić dalsze wsparcie dla Ukrainy.
Brytyjskie Ministerstwo Obrony poinformowało, że Rosja w ciągu ostatnich trzech miesięcy zaczęła odchodzić od rozmieszczania wojsk w formie batalionowych grup taktycznych (BGT), ponieważ intensywne i zakrojone na szeroką skalę walki na Ukrainie ujawniły słabości tej formacji taktycznej. Według Ministerstwa „niewielki udział bojowej piechoty w BGT często okazywał się niewystarczający, natomiast zdecentralizowana dystrybucja artylerii nie pozwoliła w pełni wykorzystać przewagi w liczbie posiadanych dział”. Ponadto niewielu dowódców było w stanie elastycznie wykorzystać model BGT. W opinii ISW rozlokowanie sił rosyjskich na Białorusi nie służy przygotowaniu kolejnego ataku na Ukrainę z północy, lecz ma zwiększyć możliwości szkolenia wojska i stanowi element operacji dezinformacyjnej skierowanej w kraje zachodnie i Ukrainę. Dodatkowo ma związać siły ukraińskie wokół stolicy, aby nie mogły zostać użyte na linii frontu. Instytut stwierdził, że zajęcie przez Rosjan kilku małych wiosek wokół Bachmutu 27 i 28 listopada nie zapowiadało rychłego okrążenia miasta. Tymczasem źródła rosyjskie podały, że Ukraińcy kontynuowali kontrofensywę na zachód od Kreminnej oraz atakowali rosyjskie aktywa wojskowe wzdłuż ważnych linii logistycznych na południu kraju. Z kolei siły rosyjskie kontynuowały obronę wokół Swatowego, budowali umocnione pozycje we wschodnim obwodzie chersońskim oraz zrobiły pewne postępy na południe od Bachmutu. Ponadto rosyjskie władze próbowały zintegrować system edukacyjny na zajętych obszarach Ukrainy z systemem rosyjskim.
Według OSW niekorzystne warunki pogodowe spowodowały spowolnienie tempa walk. W obwodzie donieckim Rosjanie atakowali na południe i wschód od Bachmutu, na wschód od Siewierska i na zachód od Doniecka. W obwodzie ługańskim obie strony próbowały atakować na kierunkach Swatowego i Kreminnej. Siły ukraińskie próbowały także dywersji na lewym brzegu Dniepru w obwodzie chersońskim, na Mierzei Kinburnskiej oraz w obwodzie zaporoskim. Rosjanie kontynuowali także ataki rakietowe na infrastrukturę cywilną w Dnieprze, Krzywym Rogu, Zaporożu, Kupiańsku, Czuhujewie, Kramatorsku i Łymanie. Pod ciągłym ostrzałem artylerii znajdował się Chersoń i jego okolice, pozycje sił ukraińskich wzdłuż linii frontu. Artyleria ukraińska ograniczała się do ostrzału rosyjskich pozycji i zaplecza w głównych obszarach walk. Według Sztabu Generalnego po obu stronach zmalała aktywność lotnictwa.

### 29 listopada
Według SG Ukrainy siły rosyjskie prowadziły działania szturmowe na kierunku Bachmutu i Awdijiwki. Ukraińcy odparli ataki Rosjan w pobliżu  Stelmachiwki oraz Biłohoriwki, Bachmutśkego, Perwomajskego i Marjinki w obwodzie donieckim. W ciągu doby siły rosyjskie przeprowadziły dwa ataki rakietowe na obiekty cywilne w Kiwszariwce i Słowiańsku oraz 47 nalotów i 35 ostrzałów z systemów rakietowych na pozycje ukraińskie i inne miejscowości, w tym Łyman. Pod ostrzałem z artylerii, czołgów i moździerzy znalazł się również szereg osad w obwodzie charkowskim. Lotnictwo ukraińskie przeprowadziło 15 nalotów na miejsca koncentracji i stanowiska przeciwlotnicze, natomiast artyleria zniszczyła rosyjskie stanowisko artyleryjskie. Sztab podał również, że ciągu ostatniego tygodnia do placówek medycznych w Doniecku trafiło ponad 720 rannych żołnierzy rosyjskich. Wiceszef biura prezydenta Kyryło Tymoszenko poinformował, że w ciągu 24h w wyniku ostrzałów zginęło pięć osób w obwodzie donieckim, a 21 zostało rannych w całym kraju.
Według ukraińskiego rządu sieci infrastruktury energetycznej wciąż brakowało ok. 30% pierwotnej przepustowości. Kilka dni wcześniej dostawca energii Ukrenergo poinformował, że około 80% zapotrzebowania na energię elektryczną na Ukrainie może zostać ponownie zaspokojone.
Sekretarz generalny NATO Jens Stoltenberg, wygłosił przemówienie na spotkaniu ministrów spraw zagranicznych w Bukareszcie, w którym wyraził sojusznicze zobowiązanie do wspierania Ukrainy tak długo, jak będzie to konieczne, ponieważ pozwolenie Rosji na zwycięstwo tylko ośmieli Putina. Obiecał też Ukrainie, że NATO zaakceptuje ją jako członka w przypadku wygranej wojny i że Putin nie może odmawiać suwerennym narodom prawa do podejmowania własnych, suwerennych decyzji, które nie zagrażają Rosji. Spekulował także, że głównymi wyzwaniami dla Putina są demokracja i wolność.
Według ISW rosyjskie dowództwo zrezygnowało z wysyłania na front batalionowych grup taktycznych (BGT), w wyniku czego musiał polegać na tworzonych doraźnie formacjach złożonych ze zmobilizowanych rezerwistów. Instytut stwierdził także, że Rosjanie osiągnęli niewielkie zdobycze terytorialne pod Bachmutem, jednak rosyjskie doniesienia na ten temat były wyolbrzymione. Tymczasem siły ukraińskie kontynuowały kontrofensywę wokół Swatowego i Kreminnej oraz atakowali miejsca koncentracji sił rosyjskich na południu Ukrainy. Z kolei Rosjanie kontynuowali operacje obronne wokół Swatowego i przeprowadzili ograniczone ataki na zachód od Kreminnej, aby odzyskać utracone pozycje. Atakowali także w pobliżu Siewierska, Awdijiwki i w zachodnim obwodzie donieckim oraz kontynuowali tworzenie pozycji obronnych we wschodnim obwodzie chersońskim. Ponadto siły rosyjskie borykały się z przestarzałym sprzętem i brakami personelu w związku z oficjalnymi działaniami wskazującymi na drugą falę mobilizacji.

### 30 listopada
Według Sztabu Ukrainy Rosjanie koncentrowali się na atakach na kierunkach Bachmutu i Awdijiwki. Ukraińskie SZ odparły ataki w okolicy Stelmachiwki i Biłohoriwki w obwodzie ługańskim oraz Biłohoriwki, Jakowlewki, Kurdyumówki, Krasnohoriwki, Kamjanki, Wodiane, Pierwomajskiego i Marjinki w obwodzie donieckim. W ciągu doby siły rosyjskie przeprowadziły dwa ataki rakietowe na obiekty cywilne w miejscowości Komyszuwacha oraz 41 nalotów i 28 ostrzałów z wyrzutni rakietowych na pozycje ukraińskie i tereny zaludnione, w tym miasto Chersoń. Lotnictwo ukraińskie dokonało 17 nalotów na miejsca koncentracji żołnierzy i cztery stanowiska przeciwlotnicze, z kolei artyleria zniszczyła siedem miejsc koncentracji oraz magazyn paliwa i materiałów smarnych. SG podał także, że Rosjanie planują na styczeń i luty 2023 roku przeprowadzenie kolejnej fali mobilizacji, natomiast w pierwszym kwartale zaplanowano przedterminowe zwolnienie kursantów wyższych szkół wojskowych w celu uzupełnienie bieżących strat sił rosyjskich.
Państwowy koncern Ukroboronprom poinformował o wznowieniu produkcji amunicji o kalibrze 152 mm, używanej przez większość ukraińskiej artylerii holowanej i samobieżnej. Przedstawiciel ukraińskiego wywiadu Wadym Skibicki poinformował, że rosyjskie wojsko wykorzystywało już rakiety z 30% rezerwy strategicznej, która zawsze powinna pozostawać na wyposażeniu armii. Dodał także, że rosyjski przemysł kontynuował produkcję pocisków pomimo zachodnich sankcji oraz próbowano pozyskiwać uzbrojenie w krajach trzecich, głównie do systemów BM-27 Uragan i BM-30 Smiercz. 
Przewodnicząca Komisji Europejskiej Ursula von der Leyen, występując w imieniu UE, zaproponowała utworzenie trybunału ONZ do badania zbrodni wojennych popełnionych przez Rosję. Rosja nie uznaje Międzynarodowego Trybunału Karnego, dlatego Komisja Europejska zaproponowała dwa możliwe alternatywne sposoby pociągnięcia Rosji do odpowiedzialności: albo utworzenie sądu, który byłby ustanowiony na mocy traktatów międzynarodowych, albo utworzenie międzynarodowego trybunału składającego się z sędziów z kilka krajów. Ponadto oszacowała straty wojenne Ukrainy na ok. 600 miliardów euro oraz zaproponowała plan finansowy, aby pomóc w opłaceniu tego. Zwróciła uwagę, że UE zamroziła 300 miliardów euro rezerw rosyjskiego banku centralnego i 20 miliardów euro pieniędzy należących do rosyjskich oligarchów, które jej zdaniem powinny zostać wykorzystane np. w postaci reparacji wojennych. Oryginalne oświadczenie Ursuli von der Leyen zawierało twierdzenie, że do tej pory w wojnie zginęło 100 tys. ukraińskich żołnierzy i 20 tys. ukraińskich cywilów. To rozgniewało niektórych ukraińskich urzędników wojskowych, którzy podobno powiedzieli, że liczba ofiar śmiertelnych jest informacją niejawną. W odpowiedzi Komisja Europejska zredagowała nagranie z przemówieniem von der Leyen, aby usunąć tę informację. Oficjalne publikacje tekstu przemówienia również zostały poprawione, aby nie zawierały liczb.
W opinii ISW rejonie Bachmutu na wschodzie kraju, siły rosyjskie robiły pewne postępy, lecz powtarzały błędy z poprzednich kampanii, koncentrując się na zdobyciu dużym kosztem celów „o ograniczonym znaczeniu operacyjnym bądź strategicznym”. Zdaniem ekspertów „koszty związane z 6 miesiącami walk na wyczerpanie wokół Bachmutu daleko przewyższają wszelkie korzyści operacyjne, jakie Rosjanie mogą odnieść z jego zajęcia. Zarazem, natarcie rosyjskie wokół miasta pochłania znaczną część rosyjskiej siły bojowej, co potencjalnie ułatwia dalsze kontrnatarcia ukraińskie w innych miejscach”. Z kolei rosyjskie badania opinii publicznej sugerowały, że społeczeństwo Rosji może być coraz bardziej zmęczone wojną. Tymczasem Rosjanie kontynuowali obronę przed ukraińską kontrofensywą wzdłuż linii Swatowe–Kreminna. Robili również stopniowe postępy wokół Bachmutu i przeprowadzili ataki w rejonie miasta Awdijiwka–Donieck. Z kolei ukraiński urzędnik przyznał, że prowadzona była operacja na Mierzei Kinburn.